# Pays de Retz
Pour les articles homonymes, voir Retz et Raiz.
Le pays de Retz (prononcé [ʁɛ]), anciennement orthographié pays de Rais, pays de Rays ou pays de Raiz, est un territoire qui s'étend sur le sud-ouest du département de la Loire-Atlantique.
Seigneurie érigée ensuite en baronnie puis en duché, il fait partie des pays traditionnels de la Bretagne sous l'Ancien Régime. Ses capitales successives sont Rezé (qui lui a donné son nom), Pornic, enfin Machecoul à partir de 1581.
Dans la première moitié du XVe siècle, le pays de Retz est un des principaux fiefs de Gilles de Rais, compagnon d'armes de Jeanne d'Arc à Orléans (8 mai 1429) et maréchal de France, mais surtout connu aujourd'hui en raison de sa condamnation à mort en 1440 pour des agissements criminels graves. Au début de la Première République, durant la Révolution française, le pays de Retz est l'un des principaux lieux de déploiement de l'insurrection vendéenne.

## Géographie

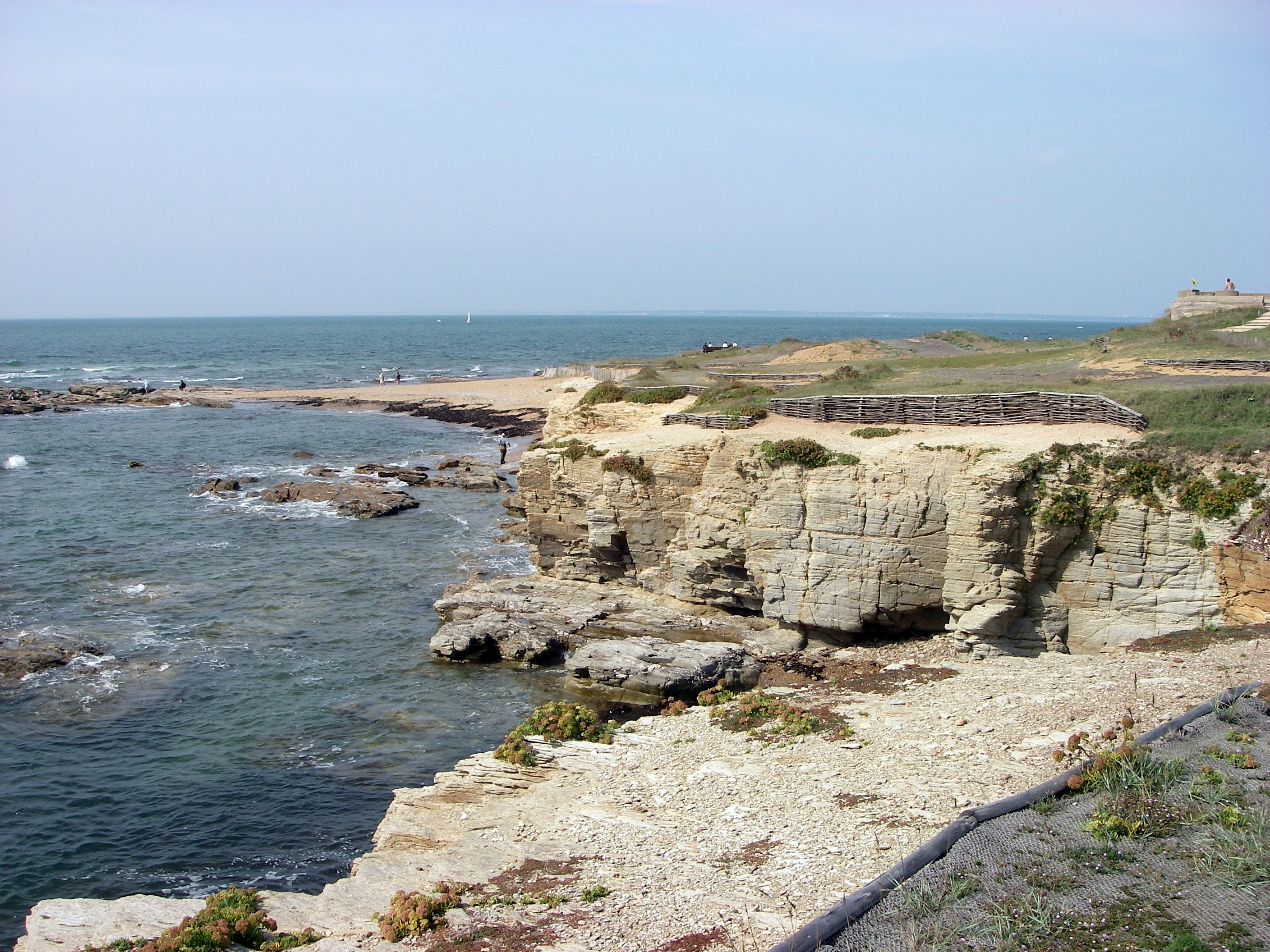
La pointe Saint-Gildas située à l'extrême ouest du pays de Retz, sur la commune de Préfailles.

### Localisation
Bordé à l'ouest par l'océan Atlantique avec la baie de Bourgneuf, le pays de Retz l'est au sud par le Marais breton et la Vendée, au nord par la Loire, et à l'est par le lac de Grand-Lieu avec une limite approximative passant par Rezé, Pont-Saint-Martin, La Chevrolière, Saint-Philbert-de-Grand-Lieu, Saint-Colomban, La Limouzinière, Corcoué-sur-Logne et Legé.

### Communes du pays de Retz
Le pays de Retz se compose actuellement des quarante-quatre communes suivantes :
- La Bernerie-en-Retz,
- Bouaye,
- Bouguenais,
- Brains,
- Chaumes-en-Retz, commune nouvelle (depuis 2016) composée de :
  - l'ancienne commune de  Arthon-en-Retz, elle-même englobant les anciens villages de  La Sicaudais et Haute-Perche,
  - l'ancienne commune de  Chéméré,
- Chauvé,
- Cheix-en-Retz[2],
- La Chevrolière,
- Corcoué-sur-Logne, englobant les anciens villages de La Bénate, Saint-Étienne-de-Corcoué et Saint-Jean-de-Corcoué,
- Corsept,
- Frossay,
- Legé,
- La Limouzinière,
- Machecoul-Saint-Même, commune nouvelle (depuis 2016) composée de :
  - l'ancienne commune de  Machecoul,
  - l'ancienne commune de  Saint-Même-le-Tenu,
- La Marne,
- La Montagne, à laquelle on peut associer Indret, quartier de la commune d'Indre situé sur la rive sud de la Loire[3]
- Les Moutiers-en-Retz,
- Paimbœuf,
- Paulx,
- Le Pellerin,
- La Plaine-sur-Mer, englobant l'ancien village de Le Cormier,
- Pont-Saint-Martin,
- Pornic, englobant les anciens villages de  Le Clion-sur-Mer et  Sainte-Marie-sur-Mer,
- Port-Saint-Père[2],
- Préfailles,
- Rezé,
- Rouans[2],
- Saint-Aignan-Grandlieu,
- Saint-Brevin-les-Pins, englobant l'ancien village de Saint-Brevin-l'Océan,
- Saint-Colomban,
- Sainte-Pazanne[2],
- Saint-Étienne-de-Mer-Morte,
- Saint-Hilaire-de-Chaléons[2],
- Saint-Jean-de-Boiseau,
- Saint-Léger-les-Vignes,
- Saint-Lumine-de-Coutais,
- Saint-Mars-de-Coutais,
- Saint-Michel-Chef-Chef, englobant l'ancien village de  Tharon-Plage,
- Saint-Père-en-Retz,
- Saint-Philbert-de-Grand-Lieu,
- Saint-Viaud,
- Touvois,
- Villeneuve-en-Retz, commune nouvelle (depuis 2016) composée de :
  - l'ancienne commune de  Bourgneuf-en-Retz, elle-même englobant l'ancien village de Saint-Cyr-en-Retz,
  - l'ancienne commune de  Fresnay-en-Retz,
- Vue[2].

### Relief et hydrographie
- l'Acheneau, affluent de la Loire
- marais de Vue, Frossay, etc.

### Voies de communications
- route Bleue le long du littoral, qui atteint le pont de Saint-Nazaire au nord
- routes de Nantes (pont de Pirmil ou périphérique, porte de Bouguenais) vers Pornic (par Port-Saint-Père) et vers Saint-Brevin-les-Pins (par Paimboeuf ou par Saint-Père-en-Retz)

## Toponymie

### Attestations anciennes
Retz est attesté sous les formes Ratiatensis, Radesius [pagus] (cartulaire Roto) ; Raedis au XIIe siècle (Archives du Maine-et-Loire, H 1810) ; Raes en 1160 (Archives Nationales, J 241 A 26) ; Raes en 1160 (Archives Nationales, J 241 A 26) ; Raies en 1225 (Archives de la Loire-Inférieure, E 157 et B 131) ; Rayes en 1275 (D. Morice. Pr., I, 1038) ; Rais, Rays au XIVe – XVIe siècle.

### Étymologie
La formulation pays de Retz est issue, selon un processus commun dans la toponymie de la Gaule, du terme latin pagus, associé au nom du chef-lieu Ratiatum (nom latinisé de Rezé) dans l'appellation pagus Ratiatensis, avec suffixe d'adjectif latin -ENSIS localisant.
Remarque : La graphie -tz (ou -z) de Retz est un archaïsme notant à l'origine l'affriquée [ts], c'est-à-dire les dentales t, d combinées avec -s qui s'explique ici par l'étymologie Radesius, devenu *Raeds à un stade non identifié (attesté Raedis au XIIe siècle), et que l'on retrouve souvent dans la graphie conservatrice des noms de lieux (cf. noms en -metz, de mansus où n développe un -t- de passage > -nt- et Metz de Mediomatrici> Metis, Mettis, Methis du VIe au XIe siècle).

### Formes dialectales
Le nom du pays de Retz s'écrit :
- Payiz de Ré; Paeï de Rais ou Paeï de Raezaé (Rezé) en gallo ;
- Paes-de-Rét en poitevin ;
- Bro-Raez en breton.

Ses habitants sont appelés Paydrets et Paydrètes[réf. nécessaire]. Le mot paydret est le mot local traditionnel, forme contractée.

### «Retzien»
Le néologisme retzien est utilisé en archéologie au sujet des vestiges laissés par une population qui a vécu dans cette région vers le VIe millénaire av. J.-C. (voir la sous-section Préhistoire).

### Usage du déterminanten-Retz
Aujourd'hui, le toponyme Retz est un déterminant complémentaire des noms de quelques localités du pays : Arthon-en-Retz, La Bernerie-en-Retz, Bourgneuf-en-Retz, Chaumes-en-Retz, Cheix-en-Retz, Fresnay-en-Retz, Les Moutiers-en-Retz, Saint-Cyr-en-Retz, Saint-Père-en-Retz et Villeneuve-en-Retz, notamment pour éviter des homonymies avec d'autres communes de France comme Arthon, Bourgneuf, Le Cheix, Fresnay, etc.

## Histoire

### Préhistoire
Les sites archéologiques datant du Mésolithique découverts sur la côte du pays de Retz ont valu le nom de retzien à une culture intermédiaire entre les cultures dites du groupe de Bertheaume et du téviecien, propres au Massif armoricain, et les cultures néolithiques du bassin parisien (rubané et VSG) et aquitain (NACA).

### Antiquité

#### Période de la Gaule préromaine

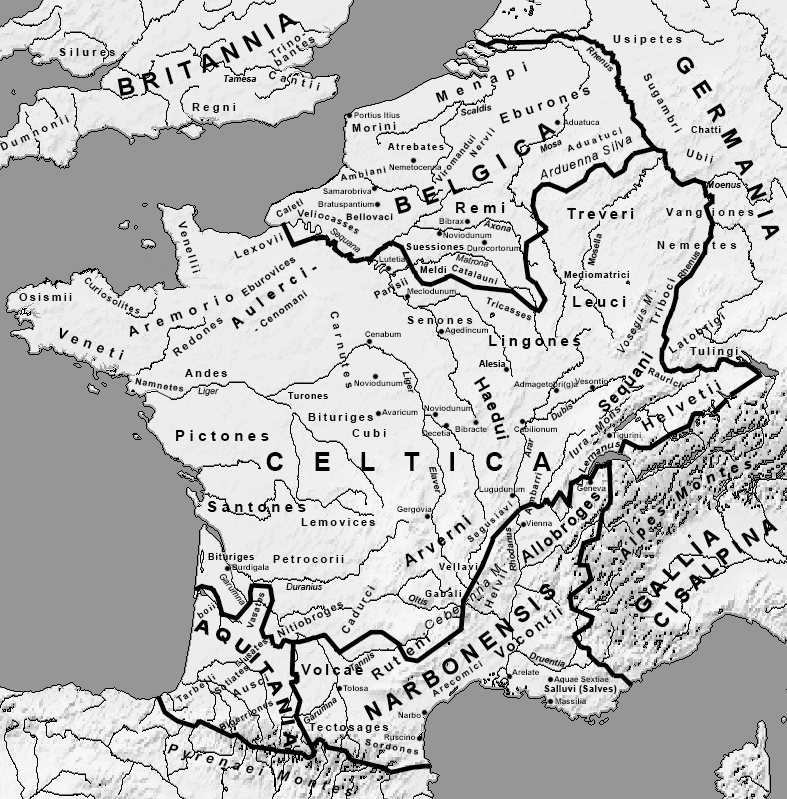
Carte représentant la Gaule avant la conquête de Jules César, notamment les Pictons en Celtique.

À la fin de la Protohistoire, des Celtes (Gaulois) originaire de l'est de la France et des régions du Rhin migrent vers l'ouest et s'installent en Armorique. Le principal peuple est celui des Vénètes, dont le contrôle semble s'exercer jusqu'à la Loire et l'influence jusqu'au Lay. Les Namnètes sont établis au nord de la Loire autour de Condevicnum, dont l'emplacement précis n'est pas connu.
Le pays de Retz fait alors probablement partie du territoire des Ambilatres, peuple allié aux Namnètes, et sans doute comme lui client des Vénètes. L'abondance des trouvailles de monnaies armoricaines, namnètes, vénètes, andécaves, durant la période antérieure à la conquête, liée à la rareté des monnaies pictonnes, atteste la prépondérance de l'influence armoricaine. S'appuyant sur les travaux de J. Hiernard, Jean-Luc Sarrazin conclut : Lorsqu'on sait que l'or et surtout l'argent eurent une circulation limitée au cadre de l'État-émetteur, on est amené à poser l'hypothèse d'un Poitou occidental sous influence armoricaine.

#### Période de la Gaule romaine
Rezé prend de l'importance après la conquête de César (-58/-51). En effet, César veut sanctionner la cité des Namnètes pour son alliance avec les Vénètes et au contraire remercier les Pictons de leur participation à la victoire sur les Vénètes. Il octroie donc aux Pictons le territoire des Ambilatres qui est intégré au territoire de la cité (civitas) des Pictons. Rezé, bénéficiant de ce rattachement, va devenir un port notable dans les premiers siècles de l'Empire romain.
Avec la cité des Pictons, le pays de Retz fait partie à partir du règne d'Auguste de la province d'Aquitaine (chef-lieu : Saintes, puis Bordeaux), puis de la province d'Aquitaine seconde (Bordeaux) à partir du règne de Dioclétien, alors que les Namnètes font partie de la province de Lyonnaise (chef-lieu : Lyon), puis de Lyonnaise troisième (chef-lieu : Tours).

#### Antiquité tardive (418-507)
Au Ve siècle, l'Empire romain d'Occident connait un déclin marqué avec l'institution des royaumes germaniques fédérés, notamment le royaume wisigoth de Toulouse, institué en 418, qui prend le contrôle de l'Aquitaine jusqu'à la Loire. Après la chute de l'Empire d'Occident (476), les Wisigoths restent maîtres de la région jusqu'à leur défaite face aux Francs (eux aussi anciens fédérés) de Clovis en 507 à Vouillé. L'Aquitaine passe alors aux mains des rois francs mérovingiens, puis carolingiens.
La région devient alors une viguerie (vicaria ratiatensis : « viguerie de Retz »)[réf. nécessaire] (un viguier était un officier de justice), et est bientôt nommée Pagus Ratiatensis : « pays de Retz ». Le pays de Retz est une viguerie de l'Herbauges, ensemble qui s'étend sur tout le sud de la Loire jusqu'au Lay (sud de l'actuelle Vendée), qui dépend du pays d'Herbauges.[réf. nécessaire]

### Haut Moyen Âge

#### Période mérovingienne
Lors du partage du royaume franc en 511 entre les fils de Clovis, le pays de Retz échoit au royaume de Neustrie gouverné par le roi Clodomir (494-524) puis en 524 par Clotaire Ier le Vieux (497-561), tous deux fils de Clovis. 
Le royaume des Francs (en latin : Regnum Francorum) est ensuite réunifié en 613 sous Clotaire II le Jeune (584-629) qui récupère les royaumes de Neustrie, Bourgogne et Austrasie.
En 629 lui succède son fils Dagobert Ier (604-639).
En 635, le Regnum Francorum est alors redivisé et le pays de Retz échoit au royaume de Neustrie gouverné par Dagobert Ier, puis par son fils Clovis II (635-657) en 639.
Clovis II réunifie le royaume des Francs en 656.
En 657, ses fils Clotaire III (652-673) puis en 673 Thierry III (651-691) lui succèdent, puis les fils de ce dernier, Clovis III (682-695) en 690, Childebert III (683-711) en 695, et Dagobert III (697-715) en 711.
Leur succéderont alors Chilpéric II (670-721), Thierry IV (713-737) et Childéric III (714-754).

#### Période carolingienne
Aux Mérovingiens succèdent les Carolingiens. À la mort de Charlemagne, le pays de Retz fait partie d'une grande région Aquitaine, au sein de l'Empire d'Occident qu'a conquis l'empereur. Jusqu'au milieu du IXe siècle le pays de Retz reste donc directement lié au duché d'Aquitaine[réf. nécessaire], dont la partie nord est divisée en plusieurs pagi : les pays d'Herbauges, Tiffauges et Mauges. Rezé sera au IXe siècle la capitale d'un comté d'Herbauges, constitué vers 830 sur le pays de Retz et sur le nord du Bas-Poitou afin de lutter plus efficacement contre les razzias des Normands qui tourmentent toujours la région.
C'est aussi pendant la période carolingienne que la Gaule romaine est christianisée. Saint Philibert (vers 616-vers 684), descendant d'une famille noble d'Aquitaine, fondateur de la paroisse de Noirmoutier (l'île d'Her), évangélise le pays de Retz, à son arrivée en 677. Ses disciples fondent plusieurs prieurés paroissiaux. Saint Philibert meurt vers 684, son corps est déposé dans la crypte de l'église abbatiale de Noirmoutier.
C'est à cette même période de christianisation que débarquent bientôt les Normands, Vikings venus de Scandinavie. Le pays de Retz étant en bord de mer, les flottilles envahissent les ports (notamment Machecoul) et les Vikings, durablement implantés à Noirmoutier et dans les îles de la Loire, pillent, détruisent et tuent tout ce qui est devant eux.

#### Conquête par les Bretons
Au IXe siècle, le chef breton Nominoë progresse vers l'est et le sud. De 843 à 851, batailles et traités entre rois de Francie ou empereurs germaniques et rois de Bretagne consacrent les victoires des Bretons de Nominoë puis de son fils Erispoë. En 843, Lambert bat Rainald, comte d'Herbauges, envoyé par le roi de Francie occidentale Charles II le Chauve. Le commandement d'Herbauges est confié à Begon qui est également tué ; une troisième défaite vient parachever la victoire bretonne sur les Francs en 844, quand Lambert défait et tue Hervé et Bernard sur les bords de la Maine, affluent de la Sèvre Nantaise qui sert de limite est au pays de Retz. Le traité de 846 entre Charles II le Chauve et Nominoe, confirmé par le traité d'Angers en 851 entre Charles II le Chauve et Erispoë, cède au souverain breton le comté de Rennes, le comté de Nantes et le Ratense : le pays de Retz devient ainsi breton au IXe siècle, après un accord établi entre descendants des Vikings francisés[réf. nécessaire] et Bretons. Les Bretons sont alors autorisés à occuper les deux rives de la Loire afin de mieux contrôler les attaques extérieures.
Ravagées par les Vikings, les terres du Sud-Loire (nord de l'actuelle Vendée, pays de Retz, Mauges) connaissent une âpre lutte entre Bretons, Angevins et Poitevins. En ce qui concerne le pays de Retz, il est rattaché à la Bretagne dont la frontière avec le Poitou est entérinée par deux conventions signées en 943 et 973. Le comte d'Anjou Foulques III Nerra sort principal bénéficiaire de l'affrontement entre comtes de Poitiers et d'Anjou : conquête des Mauges, sud de Saumur et Loudun. Le comté de Poitiers récupère une grande partie des pays d'Herbauges et Tiffauges, mais perd la totalité des Mauges au profit de l'Anjou. À l'extrémité sud du pays de Retz et au nord-ouest du Bas-Poitou, la Bretagne et le Poitou s'accordent pour former des Marches Communes avec les paroisses situées entre les défenses (et châteaux) de la Bretagne (Machecoul et Clisson) et celles du Poitou (Palluau et Montaigu) ; il en est de même entre Bretagne et Anjou dans la région des Mauges.

### Moyen Âge

#### Débuts de la seigneurie de Retz
Les seigneurs de Sainte-Croix (qui ne s'appelle pas encore Machecoul), bourg le plus important du pays de Retz, étendent déjà leur influence sur une grande partie de la région. Ils portent un blason « d'or à la croix de sable », sans doute en souvenir d'une précieuse relique conservée. Sainte-Croix est la terre du seigneur Gestin Ier de Retz (vers 985-????). Son fils, Harscoët Ier de Retz (vers 1010-vers 1070), lui succède. Harscoët (ou Harscouët, Harscoïde ; latinisé Arscoitus, Arscutus) est marié à Ulgarde (vers 1015-????), probablement issue du lignage des seigneurs de Commequiers, dont il a un fils : Gestin II de Retz (vers 1040-après 1083), qui va lui succéder.
L'origine des tout premiers seigneurs de Retz est inconnue. On dit traditionnellement qu'ils seraient venus de Bretagne : ceci serait prouvé par le prénom Harscoët, nom breton (de houarn « fer », et skoed « écu »). Pourtant, on trouve des prénoms germaniques au sein de la même famille : l'épouse de Harscoët Ier de Retz est prénommée Ulgarde, ses fils s'appellent Gestin, Urwoit, Halaire et Aldroin. Gestin et Aldroin sont des noms bretons, ce qui laisse penser que les premiers seigneurs de Rais sont alliés aux familles de l'Herbauge. Noël-Yves Tonnerre estime pour sa part que si Harscoët a épousé une descendante des seigneurs de Commequiers (chez qui le prénom Urwoit est fréquent), son fils Gestin (II) a dû épouser une descendante des comtes de Thouars, de noblesse supérieure donc, chez qui le prénom Raoul est fréquent.
En 1070, Gestin II de Retz (1040-????) succède à son père Harscoët, puis, de père en fils, Garsire Ier de Retz (1070-1141) en 1083 puis Harscoët II de Retz. Le frère de ce dernier, Garsire II de Retz (1105-1160), lui succède en tant que seigneur de Retz, tandis que son autre frère Raoul (1106-1162) hérite de la seigneurie de Machecoul en 1160 et prend alors le nom du domaine pour devenir Raoul Ier de Machecoul : la châtellenie de Machecoul est alors détachée de la seigneurie de Retz et est gouvernée par les descendants de Raoul Ier de Machecoul pendant un siècle.
Pendant ce temps, à Garsire II de Retz, succèdent, de père en fils, les seigneurs Harscoët III de Retz (1135-1207) en 1137, Garsire III de Retz (1165-1225) en 1207, Raoul III de Retz (1200-1252) en 1225 et la fille de ce dernier, Eustachie de Retz en 1252. En 1258, Eustachie obtient que la châtellenie de Machecoul qui n'a plus d'héritier, soit à nouveau pleinement réintégrée à la seigneurie de Retz. Dès lors, les seigneurs de Retz redeviennent seigneurs de Machecoul.
Eustachie de Retz meurt en 1265 : la descendance d'Harscoët de Retz s'éteint ainsi avec sa dernière héritière directe. C'est son mari, Gérard Ier Chabot (1197-1264), originaire du Poitou, qui reprend la seigneurie de Retz, fondant ainsi une nouvelle dynastie seigneuriale qui règne jusqu'en 1406 de père en fils, ceux-ci devenant barons de Retz : à Gérard Ier Chabot succèdent Gérard II Chabot (1245-1298) en 1264, Gérard III Chabot « le Benoist » (1280-1338) en 1298, Gérard IV Chabot (1300-1344) en 1338, Gérard V Chabot (1320-1399) en 1344, et la fille de ce dernier, Jeanne Chabot « la Sage » (1331-1406) en 1399, dernière baronne de Retz de la famille, qui se marie trois fois mais n'a pas d'enfants.

#### Histoire religieuse du Pays de Retz
Sur le plan religieux, la période du Moyen Âge est très riche en édification d'un grand nombre de monuments cultuels. À l'instigation des seigneurs locaux, le pays de Retz se couvre d'édifices religieux (abbayes, prieurés) construits par des ordres provenant essentiellement de la province ecclésiastique de Tours (Touraine, Bretagne, Anjou, Maine). Ce maillage religieux est en grande partie réalisé par plusieurs congrégations religieuses.
Des moines venus de l'abbaye Stavelot-Malmédy (située dans les Ardennes) s'établissent dès le VIIe siècle à Sainte-Pazanne, au bord de la rivière Le Tenu, en un lieu qui prend le nom d'Ardennes. Ils y fondent « le prieuré d'Ardennes » de Sainte-Pazanne.
Les moines de l'abbaye de Noirmoutier (fondé par Saint Philibert en 675) décident de s'installer en l'an 800 à Déas, hameau qui prend par la suite le nom de Saint-Philbert-de-Grand-Lieu. Ils y construisent une église abbatiale en 815 (elle reste l'une des plus anciennes du royaume) et y déposent les reliques du saint en 836, pour les protéger des pillards normands.
En 1038, est fondé aux Moutiers-en-Retz, pour les bénédictines de l'Abbaye du Ronceray d'Angers, un prieuré consacré à Notre-Dame du Ronceray, d'Angers. C'est la première église des Moutiers-en-Retz.
Au XIIe siècle, l'église de Saint-Léger-les-Vignes et les dîmes de la paroisse sont confiées à la protection de l'abbaye de Saint-Florent d'Angers.
En 1317, les diocèses de Nantes et de Poitiers s'accordent sur la division des évêchés et des paroisses, qui rejoignent soit le diocèse de Nantes, soit le diocèse de Luçon. Le pays de Retz est intégralement rattaché au diocèse de Nantes. Lors du rattachement de la Bretagne au royaume de France (1532), l'ensemble des paroisses formant les Marches Communes Bretagne-Poitou et Bretagne-Anjou seront aussi rattachées au diocèse de Nantes.
La paroisse de Saint-Père-en-Retz appartient aux bénédictins de l'abbaye de Marmoutier, située en Touraine. L'église du Pellerin est également sous la dépendance et la protection des moines de l'abbaye de Marmoutier.
Le pays de Retz est également marqué par la construction de nombreux châteaux défensifs qui défendent la Bretagne au sud contre le royaume de France ou l'Aquitaine anglaise (qui englobe le Poitou actuel), le plus important étant celui de Machecoul, principale ville du pays de Retz.

#### La baronnie de Retz
En 1401, n'ayant pas d'héritier de son dernier mari Jean de Parthenay (????-1427), Jeanne Chabot « la Sage » lègue sa baronnie de Retz à un cousin issu de germain, Guy de Montmorency-Laval († 1415), qui devient ainsi baron de Retz,.
Guy II de Montmorency-Laval est l'arrière-petit-fils de Gérard III Chabot « le Benoist » (1280-1338) : celui-ci a épousé en 1299 Marie Clémence L'Archévêque (1280-1359), dame de Parthenay, de qui il a eu deux enfants : Gérard IV Chabot (1300-1344) et Jeanne Chabot (1300-1341), dite Jeanne de Retz « la Folle ». Cette dernière a épousé Foulques Ier de Montmorency-Laval (????-1358), de qui elle a eu entre autres enfants Guy Ier « Brunnor » de Montmorency-Laval (????-1383), qui a épousé Tiphaine de Husson, dame de Ducey, et a eu un fils : Guy II de Montmorency-Laval.
Le nouveau baron de Retz se marie en 1404 avec Marie de Craon (1387-????), dame de Champtocé-sur-Loire et d'Ingrandes, dont la famille revendiquait la baronnie de Retz (Marie de Craon est une descendante de Gérard II Chabot) : ce mariage met donc fin à une querelle de succession. À la demande de Jeanne Chabot « la Sage », Guy II de Montmorency-Laval change de nom et devient Guy de Retz (également dénommé Guy de Laval-Rais).
Guy de Retz et Marie de Craon donnent naissance à deux fils : Gilles de Retz (Gilles de Rais, selon une graphie désuète mais communément associée au personnage) et René de Retz. Dès 1415, à la suite des décès successifs de leurs parents, les deux garçons mineurs sont élevés par leur grand-père maternel, Jean de Craon (????-1432).
À la mort de son père Guy de Retz en 1415, le petit Gilles de Rais (1405 ?-1440), 10 ans, hérite donc d'un important patrimoine, rassemblant à la fois les terres de son père et celles de sa mère. Il épouse en 1422 Catherine de Thouars (1405-1462), dame de Tiffauges et de Pouzauges, une cousine germaine, dont il n'a qu'une fille, Marie (1429-1457). Sa femme lui apporte alors en dot des terres en Poitou. Gilles de Rais devient donc baron de Retz, seigneur de Tiffauges, de Pouzauges et de Champtocé-sur-Loire, comte de Brienne, seigneur de Machecoul, d'Ingrandes, La Bénate, Le Coutumier, Bourgneuf-en-Retz, Bouin, etc.
Gilles de Rais va s'illustrer au cours de la guerre de Cent Ans. Compagnon d'armes de Jeanne d'Arc, il est nommé maréchal de France par le roi Charles VII, puis conseiller et chambellan royal. De retour au pays, Gilles de Rais mène un train de vie démesuré.
Le sire de Rais a recours à l'alchimie ainsi qu'à la magie noire. Manipulé par des complices, il invoque le diable. Parallèlement, il sombre dans le crime en violant, torturant, assassinant et immolant en secret des enfants. En octobre 1440, il est condamné à être pendu et brûlé après un procès tenu à Nantes.
Gilles de Rais ne laisse qu'une fille, Marie de Retz (vers 1433 ou 1434-1457), baronne de Retz. Elle dirige le pays de Retz avec ses deux maris successifs, Prigent VII de Coëtivy (1399-1450) qui fait consigner le cartulaire des sires de Rays, et André de Montfort-Laval dit « André de Lohéac » (1408-1486), dont elle n'a aucun enfant.
Son oncle René de Retz (1414 ?-1473), seigneur de La Suze-sur-Sarthe, frère cadet de Gilles de Rais, hérite ensuite de la baronnie de Retz. Lui succède sa fille unique, Jeanne de Retz.

#### Période du conflit entre le duc François II et les rois de France
Le contexte géopolitique se complique à l'époque. À la fin du XVe siècle, éclate le conflit de la Ligue du Bien public, qui oppose le pouvoir royal de France et les grands féodaux, notamment le duc de Bretagne François II (1435-1488).
Les ducs de Bretagne ont toujours oscillé entre une politique francophile et une politique anglophile qui puisse maintenir l'indépendance de leur duché. Après le retour à l'alliance française sous Charles VII (lors de la guerre de Cent Ans), les événements évoluent différemment avec le roi Louis XI (1461-1483). Ce roi entre dans des combats avec une grande partie de ses vassaux, rebelles ou jugés tels, parmi lesquels figure le duc de Bretagne François II. Une « guerre civile » commence en 1465 et s'éternise jusqu'en 1482, entrecoupée de trêves, de négociations et de traités de paix provisoires. Louis XI soutient systématiquement tous les opposants au duc de Bretagne François II. Tout devient prétexte à conflit, notamment l'administration des « marches communes ». De son côté, François II renouvelle une trêve avec l'Angleterre et confirme son alliance avec la Bourgogne, dirigée par Charles le Téméraire. Louis XI attaque à plusieurs reprises à la Bretagne.
En 1473, Louis XI entre en Bretagne à la tête de 50 000 hommes de troupe. Il remporte des succès militaires : il prend Champtocé-sur-Loire, Ancenis et Machecoul, et pousse jusqu'aux portes de Nantes.
Lors de la prise de Machecoul par Louis XI en 1473, le roi de France, qui vient de brûler la ville voisine de Bouin, trouve la ville déserte à son approche : il voulait y faire une entrée triomphale, mais il parcourt une ville vide, car personne ne vient à sa rencontre. Les Machecoulais qui demeurent fidèles au duc de Bretagne, restent cachés dans leurs maisons, apeurés,.
En fait, comme à l'ordinaire, Louis XI procède aux prises de villes afin de négocier en position de force. Il doit, aussi, tenir compte des menaces du moment, notamment une possible intervention du roi d'Angleterre, Édouard IV, pour secourir le duc François II. Le roi de France conclut une trêve d'une année avec le duc de Bretagne, ce qui lui permet de se retourner contre Charles le Téméraire, le duc de Bourgogne. Mais la trêve signée avec François II est bien un « triomphe manqué » pour Louis XI, malgré sa victoire de Machecoul.
La fille unique de René de Retz, Jeanne de Retz, dirige la baronnie avec son mari, François de Chauvigny (vers 1430-1491), vicomte de Brosse, qui devient le nouveau baron de Retz. Leur succède en 1490 leur fils, André III de Chauvigny (1430-1503), prince de Déols, baron de Retz, comte de Châteauroux, vicomte de Brosse, seigneur de Challouyau, de Chemillé, de Falleron, de Froidfond.
Pendant ce temps, le roi de France Louis XI et le duc de Bretagne François II ont laissé place à leurs successeurs et enfants, respectivement Charles VIII (1470-1498) et la duchesse Anne de Bretagne (1477-1514). En 1488, la défaite des Bretons à Saint-Aubin-du-Cormier signe la fin prochaine de l'indépendance bretonne. En 1489, la guerre reprend entre les Bretons du « parti français » et les Bretons « souverainistes ». En 1490, Anne de Bretagne, accompagnée de son maréchal de Bretagne, le seigneur de Rieux, reprennent Machecoul, défendue par le baron de Retz André de Chauvigny. Mais en 1491, le château de Nantes est livré à Charles VIII par Alain d'Albret, et la duchesse Anne reconnaît sa défaite, contrainte d'épouser le roi Charles VIII à Langeais en 1491 : il a 21 ans, elle a 14 ans. La Bretagne cesse d'être un duché indépendant en 1532, après l'Acte d'union signé à Vannes ; la baronnie de Retz revient ainsi pleinement à la France.

### Époque moderne

#### Le duché de Retz des Gondi
En 1503, André de Chauvigny (1430-1503), baron de Retz, meurt sans enfant et surtout sans héritier. Des prétendants se succèdent : le premier est Tanneguy Sauvage (1430-1503), un cousin éloigné. Tanneguy Sauvage est un descendant de Jeanne Chabot « la Folle » (1300-1341) (fille de Gérard III Chabot « le Benoist »), déjà citée précédemment. Celle-ci, mariée à Foulques Ier de Montmorency-Laval (????-1358), a eu une fille : Jeanne de Montmorency-Laval (1325-????), mariée à « Guillaume » Éon Sauvage, seigneur du Plessis-Guerrif, d'où descend Tanneguy Sauvage.
Un autre prétendant se fait connaître : Georges de Tournemine (????-1524), baron de La Hunaudaye et du Hommet, un autre cousin éloigné d'André de Chauvigny. Georges de Tournemine est lui aussi un descendant de Jeanne Chabot « la Folle » (1300-1341) mariée à Foulques Ier de Montmorency-Laval (????-1358), dont leur fille, Philippa de Montmorency-Laval (????-1403), a été mariée à André de Saffré (????-1407). La fille de ces derniers, Jeanne de Saffré (????-1459), dame de Frossay, a épousé Jean de Tournemine (????-1427), baron de La Hunaudaye, de qui est issu Gilles de Tournemine (????-1475), seigneur de Frossay, qui a eu pour fils Georges de Tournemine (????-1524).
En 1524, sa fille, Françoise de Tournemine, dame de La Hunaudaye, devient baronne prétendante de Retz. Le mari de Françoise de Tournemine, Claude d'Annebault (1500-1552), seigneur d'Annebault, seigneur de Saint-Pierre, maréchal de France et amiral de France, reprend ensuite le flambeau, et son fils, Jean III d'Annebault (????-1562), baron d'Annebaut et de La Hunaudaye devient effectivement baron de Retz en 1552. Mais lui non plus n'a pas d'enfant.
Son épouse Claude Catherine de Clermont (1543-1603), dame de Dampierre, baronne de Retz, pair de France, salonnière française, se remarie alors avec Albert de Gondi (Albèrto Gondi) (1522-1602), seigneur du Perron, comte puis marquis de Belle-Île et des Îles d'Hyères, général des Galères de France, maréchal de France. Albert de Gondi est au service de la reine de France Catherine de Médicis (avec qui il était venu d'Italie) et de ses fils les rois Charles IX puis Henri III. Ce dernier récompense Albert de Gondi en 1581 en érigeant la baronnie de Retz en duché, dont Machecoul devient dorénavant la capitale (les capitales précédentes ayant été Rezé puis Pornic[réf. nécessaire]).
C'est d'ailleurs à cette époque que l'orthographe du nom du duché, qui avait été depuis toujours Rais, Rays, Raiz, Rayz, est définitivement changée : on l'écrivait avec un a, comme le voulait son étymologie Ratiate, Ratiatensis ; on ne l'écrira plus qu'avec un « e » : Retz, comme s'il était un dérivé de retis, retibus…
Le nouveau duc de Retz est né à Florence en Italie, d'Antònio II Guidobaldo Gondi et de Marie-Catherine de Pierrevive. En 1572, il a acheté la charge de gouverneur de Belle-Île. Le roi ratifie cet achat, à condition qu'il fortifie sa défense. Il accorde le titre de marquis de Belle-Île à son fils aîné, Charles de Gondi (1569-1596), dit « le maréchal de Belle-Île ».
C'est l'époque des guerres de religion : catholiques et protestants s'opposent. En 1588, le jeune fils du duc, Charles de Gondi, a 19 ans, et malgré son jeune âge, c'est lui qui va défendre la capitale de Retz, Machecoul, contre des assaillants protestants, les Huguenots. Mais pour défendre Machecoul, il dispose d'une faible garnison : 56 hommes d'armes. Même si les murailles du château sont épaisses, il demande à la ville de Nantes, tenue par le duc de Mercœur, chef de la ligue en Bretagne, des secours d'armes et de munitions de guerre et il envisage de renforcer les défenses de la ville, bientôt entourée d'ennemis.
Protestants calvinistes, les Huguenots sont dirigés par le roi de Navarre Henri de Bourbon (1553-1610) (le futur roi de France Henri IV), qui avance vers Paris. Celui-ci guerroie à Clisson, défendue par le seigneur d'Avaugour, puis se dirige vers Nantes, et campe à Vertou. En août 1588, il assiège la ville et le château de Machecoul. Il envoie quelques coups de canon (couleuvrine). Mais ne se voyant pas en force de s'en rendre maître, il lève le siège, non sans avoir subi des pertes. Pour enterrer ses morts, il les place en rond et fait planter un saule devant chacun d'eux. Ainsi est créé le Bois des Huguenots,. De rage, il se venge en pillant les abbayes de Loyaulx (à Fresnay-en-Retz) et de l'Île Chauvet (à Bois-de-Cené), avant de s'attaquer à Prigny, Le Collet, Bouin, Bourgneuf-en-Retz et Beauvoir-sur-Mer. Malgré tout, si quelques familles de la petite noblesse, dont celle des de La Lande-Machecoul, sont calvinistes, la grande majorité du duché de Retz reste catholique. Et Henri de Navarre se montre magnanime et traite bien ses habitants.
Le jeune Charles de Gondi s'en va ensuite guerroyer jusqu'au Mont-Saint-Michel, où il est tué en 1596. Sa jeune veuve, Antoinette d'Orléans (1574-1618), duchesse de Longueville et descendante du roi de France Charles V (1338-1380), fait rapatrier le corps de son époux et lui organise des obsèques dignes de son rang. Les cérémonies ont lieu à Nantes, mais le corps est enseveli à Machecoul. En 1599, Antoinette d'Orléans décide de « refaire sa vie » en entrant au Couvent des Feuillantines à Toulouse. Elle devient sœur Antoinette de Sainte-Scholastique. Après un passage par Fontevraud-l'Abbaye, elle fonde à Poitiers, en 1617, un nouvel ordre religieux : la congrégation des bénédictines de Notre-Dame-du-Calvaire. Elle meurt en 1618.
En 1602, le duc de Retz Albert de Gondi meurt et c'est son petit-fils Henri de Gondi (1590-1659), fils de Charles de Gondi et d'Antoinette d'Orléans, qui lui succède. Henri de Gondi n'a que deux filles : Marguerite de Gondi (1615-1670) et Catherine de Gondi (????-1677). Catherine épouse le cousin germain de son père, Pierre de Gondi (1602-1676), comte de Joigny. Et c'est donc Pierre de Gondi qui succède à son beau-père et cousin en 1634.
Pierre de Gondi et Catherine de Gondi n'ont que deux filles eux aussi : Marie-Catherine Antoinette de Gondi (1637-1716) et Paule-Marguerite Françoise de Gondi (1655-1716). Marie-Catherine Antoinette, après quelques passages à la cour de Louis XIV, laissant entrevoir une vie mondaine prometteuse, décide finalement en 1665 de devenir religieuse calvairienne. Son père Pierre de Gondi tente, pendant un an, de convaincre sa fille d'abandonner son projet, puis finit par ne plus s'y opposer. Marie-Catherine devient sœur Antoinette de Sainte-Scholastique, le même nom utilisé par son arrière-grand-mère Antoinette d'Orléans. Le duc de Retz est chagriné par le départ de sa fille, qui doit partir au Calvaire de Nantes. Il manifeste son désir de fonder à Machecoul un monastère de Calvairiennes afin de rapprocher son enfant de lui. Après un avis favorable du roi Louis XIV en 1671, l'acte définitif consacrant l'établissement des Calvairiennes à Machecoul est passé le 26 avril 1673 : c'est ainsi qu'est créé le Couvent des Calvairiennes, avec sa Chapelle du Calvaire, encore debout aujourd'hui. Sœur Antoinette dirige le monastère à partir de 1674, alors qu'elle n'est âgée que de 26 ans.
Son père le duc de Retz Pierre de Gondi meurt en 1676, et son épouse et cousine Catherine de Gondi meurt en 1677. Leur fille Marie-Catherine Antoinette de Gondi reste prieure jusqu'en 1677, puis elle part à Paris, et meurt en 1716.
À la mort du duc de Retz Pierre de Gondi en 1676, c'est son autre fille, Paule-Marguerite Françoise de Gondi (1655-1716), sœur de Marie-Catherine Antoinette, qui devient duchesse de Retz. Elle épouse en 1675 François Emmanuel de Blanchefort-Créquy (1645-1681), comte de Sault, duc de Lesdiguières, pair de France, mais n'aura pas de descendant. Ainsi s'achève, à la mort de Paule-Marguerite Françoise en 1716, la maison de Gondi.

#### Le duché de Retz auXVIIIesiècle
Le duché de Retz passe alors aux mains de Nicolas VI de Neufville (1663-1734), duc de Villeroy, petit-cousin de Paule-Marguerite Françoise de Gondi : la grand-mère maternelle de Nicolas de Neufville était Marguerite de Gondi (1615-1670), fille d'Henri de Gondi. Marguerite de Gondi a épousé en 1645 Louis de Cossé de Brissac (1625-1661) Leur fille, Marguerite-Marie de Cossé de Brissac (1648-1708) a épousé en 1662 François de Neufville-Villeroy (1644-1730). Ces derniers sont les parents de Nicolas de Neufville.
En 1734, le fils de Nicolas de Neufville lui succède : Louis-François Anne de Neufville (1695-1766), duc de Villeroy, duc de Beaupréau, qui meurt sans enfant. Son neveu Gabriel de Neufville (1731-1794) lui succède en 1766, mais lui non plus n'aura pas d'enfant.
En 1778, Gabriel de Neufville, qui mourra en 1794 sur l'échafaud à Paris, vend le duché de Retz. Il est alors racheté, par Clément Alexandre de Brie, marquis de Serrant. Le nouveau duc envoie en son nom un représentant pour prendre possession de ses terres : Louis de Rotrou de La Grandière, chevalier de Saint-Jean de Jérusalem, qui, du 11 au 20 octobre 1780, parcourt les lieux. Le chevalier de La Grandière est accompagné du procureur fiscal du duché, François Réal des Perrières, dressant procès-verbal de la prise de possession,.
Le nouveau duc de Retz « démantèle » alors le duché : il ne garde que les fiefs de Machecoul et Pornic, et vend, de 1780 à 1782, une énorme quantité de fiefs, à savoir : à Jean-Baptiste Richard, seigneur de La Roulière, les fiefs de Saint-Colombin, Le Bignon, Saint-Philbert-de-Grand-Lieu et La Chevrolière, - à Joseph Charette, seigneur de Briord, les fiefs de Port-Saint-Père, - à Auguste Thomas des Rotais, seigneur de La Senaigerie, le fief de La Bénate en Bouaye, - à René Montaudouin, seigneur de La Clartière, le fief des Huguetières en Sainte-Croix de Machecoul, - à Jean Le Court, sieur de La Bigne, le fief de Chéméré, - à Joseph Gazel, seigneur du Chaffaut, un fief de La Bénate, - à Claude du Pas, marquis de La Garnache, et à Jacques Imbert, seigneur de La Choltière, tous les fiefs de Retz en Paulx, Bois-de-Céné, La Garnache et La Trinité de Machecoul, - à René de Talhouët, seigneur de La Grationnaye, les fiefs de Retz en Saint-Michel-Chef-Chef, La Plaine-sur-Mer et Sainte-Marie-sur-Mer, - à Charles Chevalier, seigneur du Boischevalier, les fiefs de Retz en Grand'Landes et Legé, - à Joseph Le Long, seigneur du Boisjoly, le fief de Pornic en Chauvé, - à Simon de Portnavaleau le fief de La Bénate en La Limouzinière, - à Claude Le Maignan le fief de Saint-Jean-de-Corcoué, - à Félix Dubois, sieur de La Patellière, le fief de La Garangère en Paulx, - à Louis de Goulard le fief de Saint-Étienne-de-Corcoué, - à Philippe de Biré un autre fief de La Bénate en Bouaye, - enfin à Charles Danguy, seigneur de Vue, le fief d'Arthon-sur-Mer.
Après toutes ces aliénations, le domaine de Retz n'est plus considéré comme un duché, et est rétrogradé en une simple baronnie d'ancienneté. Le marquis de Brie-Serrant est d'ailleurs titré « baron de Retz », comme ses prédécesseurs des XIIIe, XIVe et XVe siècles. Il sera le dernier seigneur de Retz. Ses biens sont déclarés biens nationaux lorsque, en 1793, éclate la guerre de Vendée.

### Époque contemporaine

#### Conséquences de la Révolution française (1789-1799)
En 1790, la Bretagne est divisée en cinq départements, le marquis de Brie-Serrant est dépossédé de ses terres et ses biens, et le pays de Retz est presque entièrement intégré au nouveau département créé : la « Loire-Inférieure » (qui deviendra l'actuelle Loire-Atlantique).
Les nouveaux départements de la Loire-Inférieure et de la Vendée recoupent approximativement les limites des duchés de Bretagne et du Poitou, à quelques communes près : les paroisses paydrètes de Saint-André-Treize-Voies, Bouin, La Bernardière et La Bruffière, qui faisaient partie du diocèse de Nantes, sont rattachées au diocèse de Luçon, et inversement la commune poitevine de Remouillé est intégrée au département de la Loire-Inférieure.

#### Les guerres de Vendée (1793-1795)
Si les premières réformes de 1789 sont bien accueillies, la Constitution civile du clergé (1790) et l'abolition de la royauté (1792) sont rejetées majoritairement dans les campagnes. L'exécution de Louis XVI et la levée en masse de 300 000 hommes, au début de l'année 1793, achèvent de discréditer la République.

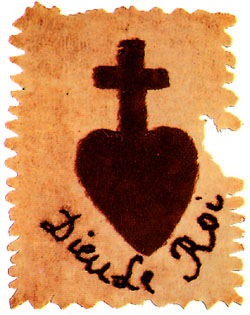
Insigne des insurgés royalistes pendant les guerres de Vendée (1793).

Dès 1793, éclatent les premières émeutes, dirigées surtout contre les bourgeois et les riches, qui s'arrogent des privilèges que tous considèrent comme réservés aux seigneurs qui les ont mérités par les services rendus au royaume. C'est au milieu de nombreuses difficultés, résultant de l'avalanche de décrets de toutes sortes émanant des autorités, district et département, que survient la fameuse conscription des 300 000 hommes.
Au départ, cette insurrection ne diffère guère des autres insurrections qui se développent en France au printemps et à l'été 1793. La différence, c'est que, partout ailleurs, les troupes viennent assez rapidement à bout des émeutes. En Vendée, au contraire, une colonne armée de soldats de métier est défaite le 19 mars au Pont-Charrault, entraînant la région, d'un affrontement limité, à une véritable guerre civile.
En 1793, le pays de Retz rejoint la Vendée militaire. Les villes portuaires comme Paimbœuf et Pornic restent, elles, favorables aux idées républicaines. Après Louis-Marie de La Roche Saint-André, François Athanase de Charette de La Contrie (1763-1796) devient l'un des principaux chefs des insurgés en menant une véritable « guérilla » contre les troupes républicaines.

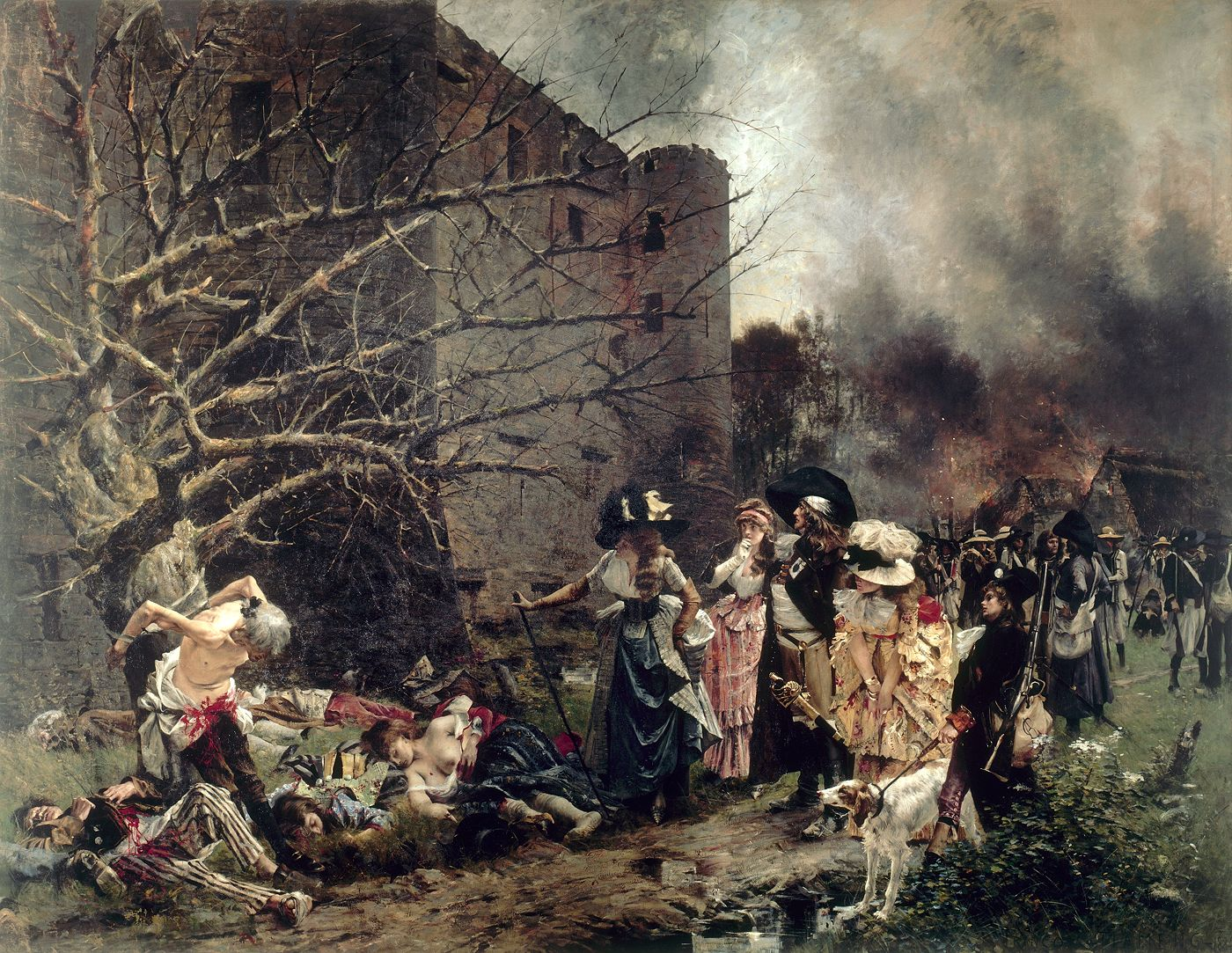
Le Massacre de Machecoul, peinture de François Flameng, 1884.

Le dimanche 10 mars 1793, la protestation s'étend. La Loire-Inférieure se soulève massivement, acculant les Nantais à l'impuissance devant la multiplicité des interventions nécessaires. Durant la première semaine, les sites de la protestation sont extrêmement éparpillés. Le 11 mars, Machecoul est envahie par des attroupements de protestataires venus des communes voisines, qui se livrent à des massacres à Machecoul, et ce jusqu'en avril. Parmi les habitants emprisonnés, puis massacrés, on compte des prêtres jureurs. Le nombre des morts est évalué, selon les auteurs, entre une centaine et 800 ; Jean-Clément Martin en a recensé, pour sa part, au moins 160. Parmi les émeutiers se trouvent Charette, qui ne fait rien pour arrêter les massacres, René Souchu, son ancien procureur fiscal, leur chef, et l'abbé Prioul, qui célèbre une messe à côté des cadavres.
Ailleurs, dans le pays de Retz, d'autres bandes se choisissent des chefs roturiers : le chirurgien Jean-Baptiste Joly, ancien sergent de l'armée royale, le marchand d'œufs Louis Guérin, le colporteur Pajot, ou encore le perruquier Gaston Bourdic.
Le 12 mars 1793, la garde nationale tire sur les manifestants pour dégager les abords de Paimbœuf, menacé par des paysans venus de 32 communes proches de la petite ville.
Fin mars 1793, la « Vendée militaire » reconstitue approximativement l'ancien territoire du Comté d'Herbauges du IXe siècle et comprend : le département de la Vendée, la moitié méridionale de la Loire-Inférieure (pays de Retz, Saint-Sébastien-sur-Loire, Vertou, Clisson) et la région des Mauges du Maine-et-Loire). Le nord-ouest des Deux-Sèvres tombe à son tour en mai 1793.
L'armée du Marais breton dans le pays de Retz, entre la Sèvre nantaise et l'océan Atlantique (15 000 hommes), rejoint l'armée d'Anjou, à l'est de la Sèvre nantaise (40 000 hommes) ainsi que l'armée du Centre, au cœur de la Vendée (10 000 hommes).

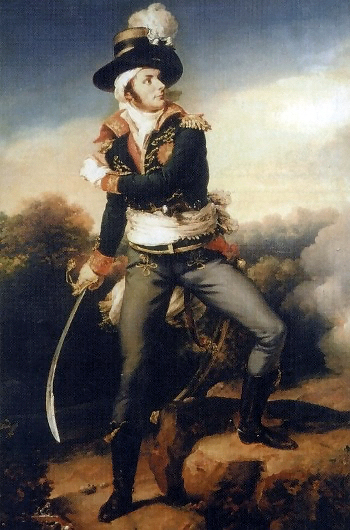
François Athanase de Charette de La Contrie, par Jean-Baptiste Paulin Guérin (1819).

Deux jours plus tôt, le 10 juin, Charette, qui a fini par s'imposer sur les troupes contre-révolutionnaires en pays de Retz, s'empare de Machecoul, gardée par 1 300 hommes, à la tête d'environ 15 000 hommes ; les républicains laissent sur le terrain 200 tués et une dizaine de canons. Cette réussite ouvre la route de Nantes.
Dès l'été 1793, les républicains reprennent le dessus. Les troupes royalistes subissent des défaites et commencent pour elles la Virée de Galerne. En 1795, un accord de paix est conclu à La Jaunaye, à Saint-Sébastien-sur-Loire, le 17 février 1795 : l'amnistie est accordée aux rebelles, leurs biens leur sont restitués, ils bénéficient d'indemnités en cas de vente ou d'incendie, même s'ils sont portés sur la liste des émigrés, ainsi que du remboursement des bons et des assignats, les Vendéens sont dispensés de levées militaires et leurs armes leur sont laissées, les troupes républicaines se retirent, enfin, la liberté de culte leur est accordée. Charette signe ce traité qui permet la pacification.

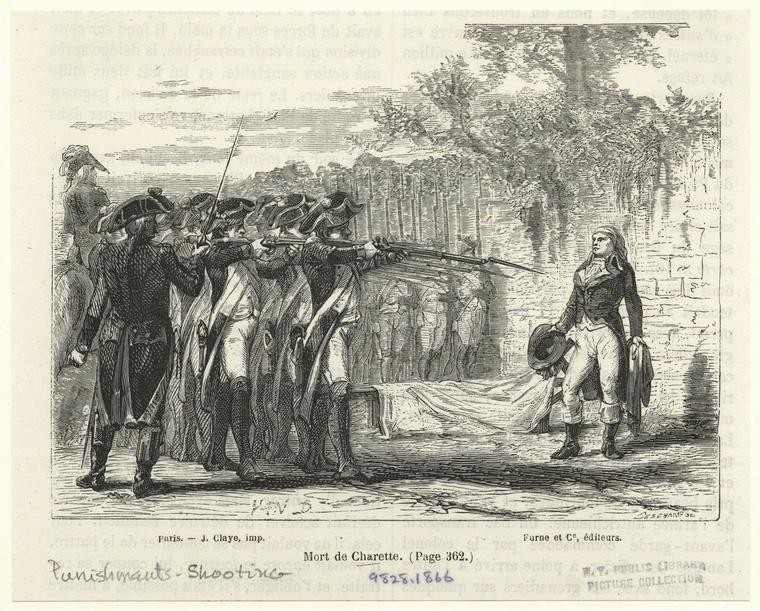
Exécution de François Athanase de Charette de La Contrie en 1796 à Nantes, par B. Van Deschamp (1866).

À la suite de la reprise de la guerre en 1795, en rapport avec le débarquement des émigrés à Quiberon, Charette (nommé le 8 juillet « général de l'Armée catholique et royale » par le comte de Provence, futur Louis XVIII, depuis Vérone) reprend la lutte, fin juin, mais ne parvient à réunir que 4 000 paysans autour de lui. Pour le combattre, Lazare Hoche organise des colonnes mobiles de 50 à 60 cavaliers qu'il fait marcher la nuit. Le 30 septembre, l'annonce que le comte d'Artois (futur Charles X) va débarquer le 12 octobre sur le continent permet à Charette de réunir 15 000 hommes, mais les départs et les désertions se multiplient après l'abandon du projet, le 12 octobre, tandis que Charette, harcelé par les républicains, doit fuir. Poursuivis, les derniers chefs vendéens sont capturés et fusillés. Le 25 mars 1796, Charette est blessé et arrêté au Bois de La Chaboterie par les troupes du général Jean-Pierre Travot : lorsqu'il est pris, il a trois doigts coupés et une balle dans la tête. Il sera fusillé à Nantes, Place des Agriculteurs (aujourd'hui Place Viarme), et malgré les douze balles reçues, la tradition veut qu'il soit resté une minute et quarante secondes debout.

#### L'insurrection légitimiste de la duchesse de Berry (juin 1832)
En 1816, sous le règne de Louis XVIII, le fils du futur Charles X (de 1824 à 1830), Charles Ferdinand d'Artois (1778-1820), duc de Berry, épouse Marie-Caroline de Bourbon-Siciles (1798-1870). La duchesse de Berry, devenue veuve dès 1820, mais après avoir donné naissance à un héritier des Bourbons, est impressionnée par les guerres de Vendée.
En 1828, à une époque où son beau-père Charles X est en passe de devenir très impopulaire, elle entreprend un voyage pèlerinage dans la Vendée de l'insurrection de 1793.
En 1830, Charles X, contraint d'abdiquer par la révolution des Trois Glorieuses, s'exile en Écosse, laissant le trône au chef de la maison d'Orléans, cousine des Bourbons, Louis-Philippe (fils du régicide Philippe-Égalité), proclamé roi des Français, et non pas roi de France et de Navarre. La duchesse de Berry tente en vain de dresser les pays voisins de la France contre celui qu'elle et les légitimistes considèrent comme un usurpateur. Elle tente ensuite de susciter des soulèvements dans des régions de France restées fidèles aux Bourbons.
Après un échec en Provence, elle tente sa chance en Vendée. Elle arrive dans la région le 17 mai 1832 et une insurrection a lieu les 5 et 6 juin 1832 en Vendée et en Loire-Inférieure, à laquelle les communes du canton de Machecoul prennent une part active[réf. nécessaire]. Mais les troupes royales mettent immédiatement fin à cette entreprise.
Traquée, la duchesse de Berry se cache à Nantes. Trahie par un de ses agents, Simon Deutz, elle est arrêtée en novembre 1832, ce qui met fin à sa « chevauchée ».

#### Seconde Guerre mondiale
Lors de la Seconde Guerre mondiale (1939-1945), le pays de Retz est occupé par les Allemands en juin-juillet 1940. Le pays est proche de la base de sous-marins allemands de Saint-Nazaire. Les 30 000 soldats de la Wehrmacht résisteront dans la poche de Saint-Nazaire au milieu de 130 000 civils de part et d'autre de l'estuaire de la Loire, jusqu'à la signature de la reddition de cette dernière, le même jour que celle de la capitulation de l'Allemagne, laquelle sera effective 3 jours plus tard.
À la Libération, un bataillon de FFI, le bataillon Marcel, arrive du Morbihan, une fois les Allemands partis. D'autres FFI viennent aussi depuis la Vienne.

## Symboles

### Blasonnement
|  | Armoiries de Retz - Description : D'or à la croix de sable,. - Le blason de Retz date du milieu du XIIIe siècle (après la bataille de Bouvine en 1214). - À l'origine, ce blason était « d'or à la croix de gueules ». L'évêque de Nantes Quiriac aurait permis au quatrième fils de Montmorency, comte de Laval et des Mauges, de porter une croix noire à la mort de sa mère car il était mineur. |

|  | Armoiries personnelles de Gilles de Retz (depuis septembre 1429) - Description : D'or à la croix de sable (de Retz), à la bordure d'azur semé de fleurs de lis d'or (de France). - En septembre 1429, le roi de France Charles VII fait grand honneur au baron Gilles de Retz pour les services qu'il lui a rendus lors de la Guerre de Cent Ans : il change le blason de la baronnie de Retz en lui ajoutant une « bordure de France » : « D'or à la croix de sable (de Retz), à la bordure d'azur semé de fleurs de lis d'or (de France) ». |

Depuis, le blason originel de Retz est devenu une source d'inspiration pour la création de nombreux blasons de communes du pays de Retz, en le reprenant en totalité ou en s'inspirant simplement des couleurs et des éléments qui le composent : or et sable, et « croix » : le blason de Retz entre ainsi dans la composition des armoiries d'Arthon-en-Retz, La Bernerie-en-Retz, Bouaye, Bourgneuf-en-Retz, Brains, Chauvé, La Chevrolière, Corcoué-sur-Logne, Fresnay-en-Retz, Frossay, La Montagne, La Plaine-sur-Mer, Pornic, Saint-Brevin-les-Pins, Sainte-Marie-sur-Mer, Sainte-Pazanne, Saint-Étienne-de-Mer-Morte, Saint-Hilaire-de-Chaléons, Saint-Même-le-Tenu, Saint-Père-en-Retz, Saint-Viaud, La Sicaudais et Vue.

### Bannière armoriée

#### Drapeau historique (1251)

Bannière armoriée du pays de Retz : « Croix de sable sur fond d'or » .[réf. nécessaire

La bannière armoriée du pays de Retz date de 1251[réf. nécessaire]. Elle présente les couleurs héraldiques du blason déjà existant des premiers seigneurs de Retz : croix de sable sur fond d'or. Ces armoiries ont été confirmées en 1696 et plusieurs fois jusqu'à nos jours.
Cette bannière est l'un des plus vieux drapeaux de France. Les sociétés historiques, culturelles et économiques du pays reprennent habituellement ces armes et ce drapeau[réf. à confirmer].

#### Nouveau drapeau (2000)

Nouveau drapeau non officiel du Pays de Retz : « D'hermine à la croix de sable, le premier canton changé pour or à la croix de sable ».

Un nouveau drapeau a été créé en mai 2000, à l'initiative du Cercle culturel celtique de Pornic, par Romuald Renaud, président des Amis du musée du pays de Retz.
Les modalités strictes de conception de ce travail et les précisions historiques en rapport ont été confirmées exactes par l'Institut culturel de Bretagne, la Société bretonne de vexillologie, le Conseil héraldique de Bretagne et le président d'honneur de la Société des historiens du pays de Retz. Ce nouvel emblème a aussi reçu l'aval du Syndicat mixte du pays de Retz Atlantique, qui a financé les premières phases de production.
Blasonnement : « D'hermine à la croix de sable, le premier canton changé pour or à la croix de sable ».
Vexillologie : Drapeau aux 2/3. Fond blanc, au centre une croix noire bordée d'un liseré blanc. Au premier canton d'or (CMJN 0,26,95,0) à la croix noire. Aux trois autres cantons cinq mouchetures d'hermine.
La présence armoriée de la bannière originelle de Retz au sein de ce nouveau drapeau défend l'importance de son rang et sa place à part entière dans l'histoire de la Bretagne. Intégré au royaume de Bretagne dès le traité d'Angers de 851 avec les comtés de Nantes et de Rennes, il jouit de la dignité de doyenneté des baronnies de Bretagne ; il est, après l'union du duché de Bretagne au royaume de France, érigé en vicomté, en comté[réf. nécessaire], en baronnie puis en duché, et siège aux États de Bretagne jusqu'en 1789.
La croix noire rappelle la paroisse et la ville de Sainte-Croix[réf. nécessaire], ancien nom de Machecoul, cité fortifiée et capitale historique du pays de Retz, en devenant l'un de ses quartiers. Elle rappelle également le drapeau le plus ancien commun à tous les pays de Bretagne, adopté en 1188 lors de la troisième croisade.
Les cinq mouchetures d'hermine précisent que le pays de Retz fait partie de l'évêché de Nantes qui est l'un des cinq évêchés de langue gallo et française. Elles précisent également qu'il fait partie du département de la Loire-Atlantique (anciennement « Loire-Inférieure ») qui est l'un des cinq départements issus du découpage de la province de Bretagne en 1790. C'est également un hommage héraldique rappelant le fait peu connu suivant : en 1237, le duc de Bretagne Pierre de Dreux (1190-1250), dit Pierre « Mauclerc » « de Braine », à qui l'on doit l'apparition des mouchetures d'hermine dans les armoiries de Bretagne, après avoir abdiqué son titre de duc, devint par mariage seigneur de Machecoul.
L'association du canton armorié de la bannière originelle de Retz avec les mouchetures d'hermine (pratique adoptée dès le XVIe siècle, notamment par les ports et la marine du duché puis de la province) est empruntée au drapeau toujours en vigueur de la ville et du pays de Nantes.
Fabriqué en différents formats à des centaines d'exemplaires ainsi que sous forme de plusieurs milliers d'autocollants, il a déjà été adopté par de nombreuses collectivités, entreprises diverses, restaurants, hôtels, associations culturelles, sportives et autres, musées, ports et bateaux de plaisance, établissements privés ou publics, etc. Toutefois, depuis sa création, nombre d'habitants du Sud-Loire déplorent l'absence de référence poitevine pour ce drapeau.
Depuis la fin juin 2006, à la demande du musée du pays de Retz dans le cadre promotionnel des 40 ans de sa création et avec l'accord et le soutien du président du conseil général de la Loire-Atlantique Patrick Mareschal, il flotte aux côtés du nouveau drapeau du département sur les 35 km de l'axe départemental RD-213 « Route Bleue », de Bourgneuf-en-Retz à Saint-Brevin-les-Pins.

## Ancienne administration
Le pays de Retz est un lieu chargé d'histoire : il a été le fief de différentes familles de seigneurs qui se sont succédé depuis le XIe siècle : ce sont les familles : de Retz, Chabot (et consort : de Parthenay), de Montmorency-Laval (qui reprend le nom de Retz) (et consorts : de Coëtivy et de Montfort-Laval), de Chauvigny, Sauvage (prétendant), de Tournemine (prétendants), d'Annebault, de Clermont-Tonnerre, de Gondi (et consort : de Créquy), de Neufville-Villeroy, et de Brie-Serrant.
À part celles de Retz, Chabot, Montmorency-Laval et Gondi, ces familles ont été très éphémères à la tête du pays de Retz (d'où leur nombre élevé), et se sont souvent suivis par les femmes.
Ci-après la liste des seigneurs, barons et ducs ayant régné sur le pays de Retz. Pour leur généalogie détaillée, leurs filiations et leurs descendances, lire :
- De ???? à ???? :  Gestin Ier de Retz (985-????), d'origine inconnue
- De ???? à 1070 :  Harscoët Ier de Retz (1010-1070), fils du précédent
- De 1070 à après 1083 :  Gestin II de Retz (1040-????), fils du précédent
- De après 1083 à avant 1137 :  Garsire Ier de Retz (1070-1141), fils du précédent
- De ???? à ???? :  Harscoët II de Retz (????-????), fils du précédent
- De avant 1137 à 1160 :  Garsire II de Retz (1105-1160), frère du précédent
- De avant 1137 à 1207 :  Harscoët III de Retz (1135-1207), fils du précédent
- De 1207 à après 1225 :  Garsire III de Retz (1165-1225), fils du précédent
- De avant 1225 à 1252 :  Raoul III de Retz (1200-1252), fils du précédent
- De 1252 à 1265 :  Eustachie « Aliette » de Retz (1228-1265), fille du précédent
- De 1244 à 1264 :  Gérard Ier Chabot dit Gérard Ier de Retz (1197-1264), mari de la précédente
- De 1264 à 1298 :  Gérard II Chabot dit Gérard II de Retz (1245-1298), fils des deux précédents
- De 1298 à 1338 :  Gérard III Chabot dit Gérard III de Retz « le Benoist » (1280-1338), fils du précédent
- De 1338 à 1344 :  Gérard IV Chabot dit Gérard IV de Retz (1300-1344), fils du précédent
- De 1344 à 1399 :  Gérard V Chabot dit Gérard V de Retz (1320-1399), fils du précédent
- De 1399 à 1406 :  Jeanne Chabot dite Jeanne de Retz « la Sage » (1331-1406), fille du précédent
- De 1379 à 1406 :  Jean de Parthenay (????-1427), troisième mari de la précédente
- De 1406 à 1415 :  Guy II de Montmorency-Laval dit Guy de Laval-Retz (????-1415), cousin issu de germain de Jeanne de Retz « la Sage » et arrière-petit-fils de Gérard III de Retz « le Benoist »
- De 1415 à 1440 :  Gilles de Montmorency-Laval dit Gilles de Retz (1405 ?-1440), fils du précédent
- De 1440 à 1457 :  Marie de Montmorency-Laval dite Marie de Retz (vers 1433 ou 1434-1457), fille du précédent
- De 1441 à 1450 :  Prigent VII de Coëtivy (1399-1450), premier mari de la précédente
- De 1451 à 1457 :  André de Montfort-Laval (1408-1485), second mari de Marie de Retz
- De 1457 à 1473 :  René de Montmorency-Laval dit René de Retz (1414 ?-1473), oncle paternel de Marie de Retz
- De 1473 à 1481 :  Jeanne de Montmorency-Laval dite Jeanne de Retz (????-????), fille du précédent
- De 1473 à 1481 :  François de Chauvigny (1430-1491), mari de la précédente
- De 1481 à 1503 :  André III de Chauvigny (????-1503), fils des deux précédents
- De 1503 à 1503 :  Tanneguy Sauvage (1430-1503), cousin éloigné du précédent, arrière-arrière-arrière-petit-fils de Gérard III de Retz « le Benoist »
- De 1503 à 1524 :  Georges de Tournemine (????-1524), cousin éloigné des deux précédents et arrière-arrière-arrière-petit-fils de Gérard III de Retz « le Benoist »
- De 1524 à ???? :  Françoise de Tournemine (????-????), fille du précédent
- De ???? à 1552 :  Claude d'Annebault (1495-1552), mari de la précédente
- De 1552 à 1562 :  Jean III d'Annebault (????-1562), fils des deux précédents
- De 1562 à 1603 :  Claude Catherine de Clermont (1543-1603), seconde épouse du précédent
- De 1565 à 1602 :  Albert de Gondi (1522-1602), second mari de la précédente
- De 1596 à 1634 :  Henri de Gondi (1590-1659), petit-fils des deux précédents
- De 1634 à 1676 :  Pierre de Gondi (1602-1676), cousin germain et gendre du précédent
- De 1676 à 1716 :  Paule-Marguerite Françoise de Gondi (1655-1716), fille du précédent
- De 1676 à 1681 :  François Emmanuel de Blanchefort-Créquy (1645-1681), mari de la précédente
- De 1716 à 1734 :  Louis Nicolas VI de Neufville-Villeroy (1663-1734), petit-cousin de Paule-Marguerite Françoise de Gondi et arrière-petit-fils d'Henri de Gondi
- De 1734 à 1766 :  Louis-François Anne de Neufville-Villeroy (1695-1766), fils du précédent
- De 1766 à 1778 :  Gabriel Louis François de Neufville-Villeroy (1731-1794), neveu du précédent
- De 1778 à 1790 :  Clément Alexandre de Brie-Serrant (1748-1814), par rachat du pays de Retz, et non-apparenté aux précédents

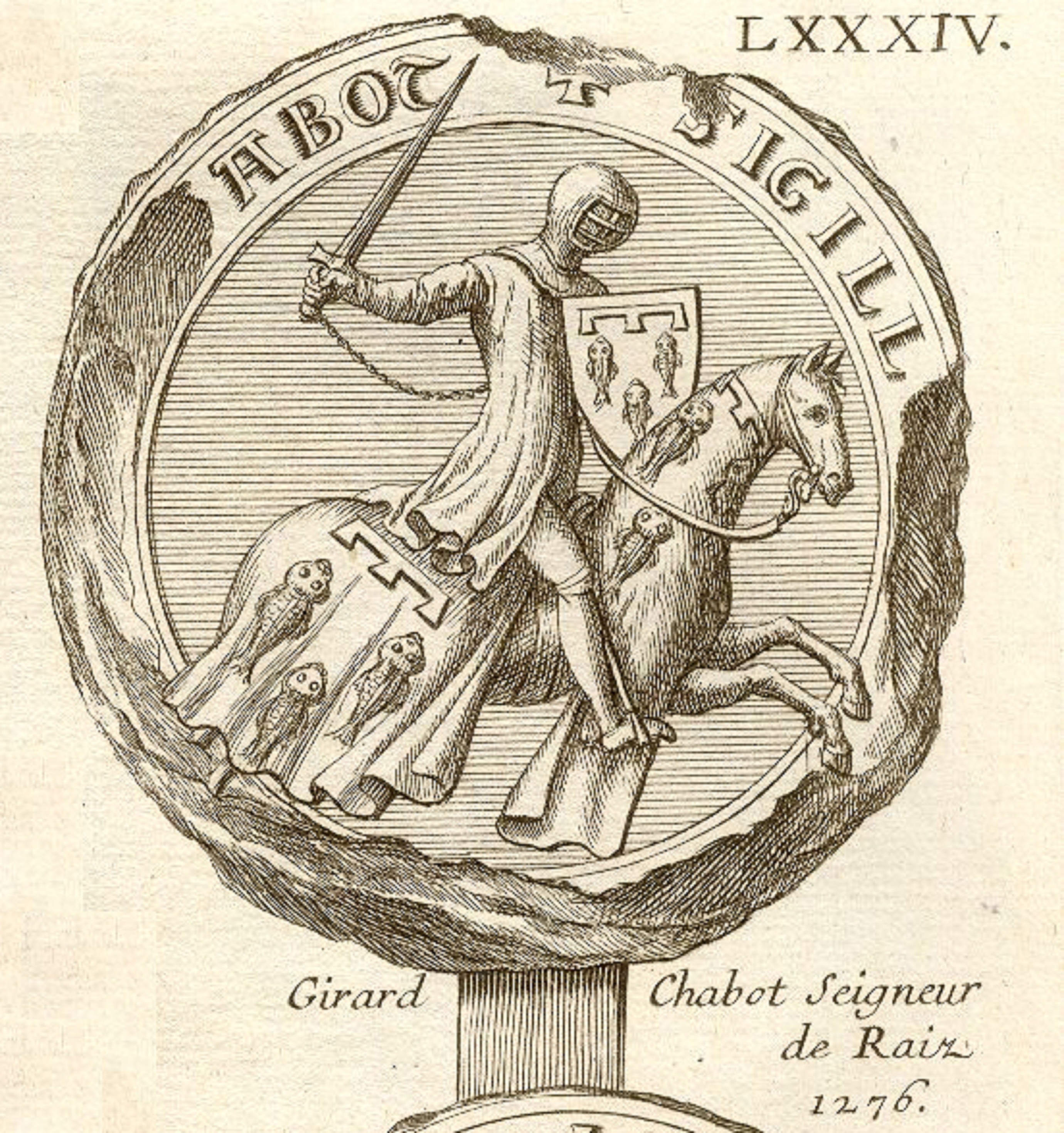
Gérard II Chabot dit « Gérard II de Retz » (vers 1245-1298), seigneur de Retz de 1264 à 1298.
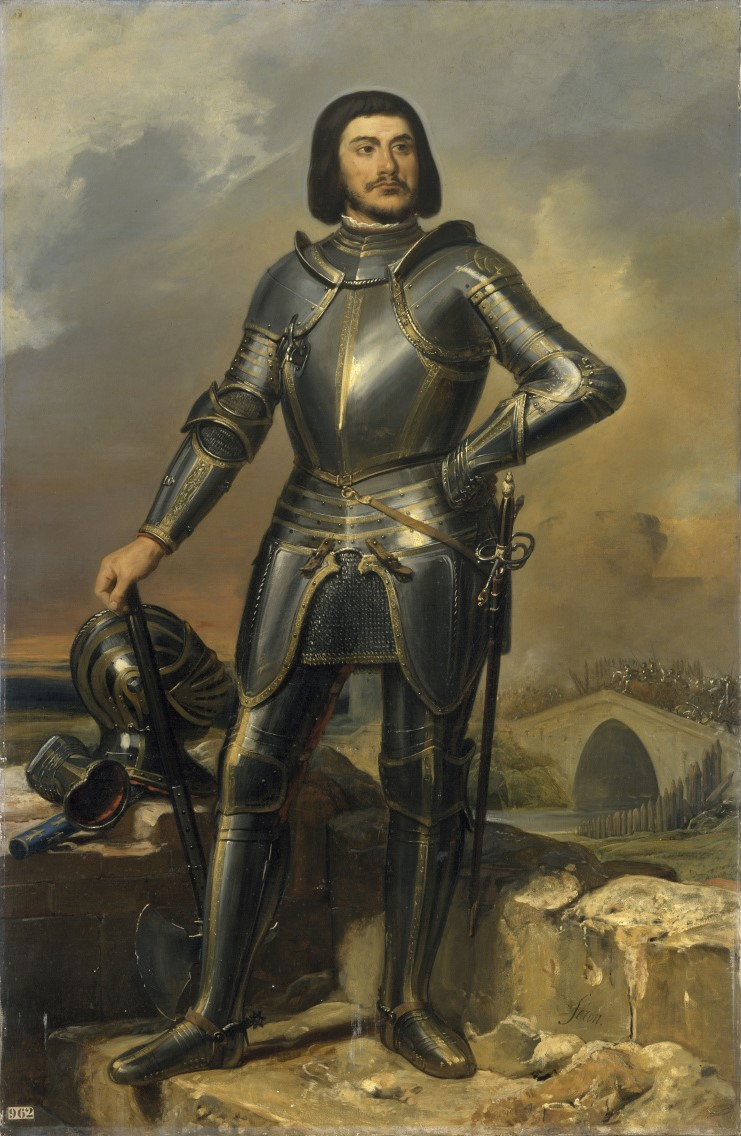
Gilles de Montmorency-Laval (1405 ?-1440), baron de Retz de 1415 à 1440.
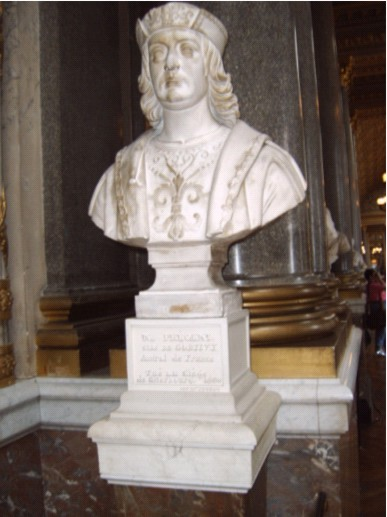
Prigent de Coëtivy (1399-1450), baron de Retz de 1441 à 1450.
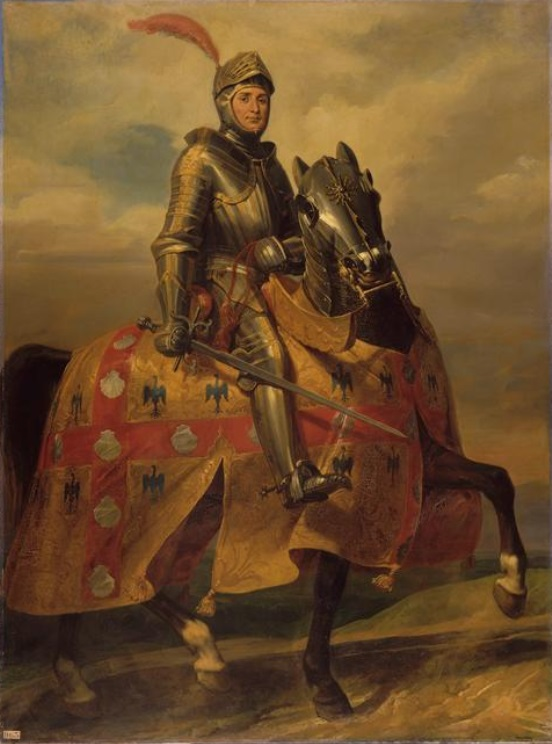
André de Montfort-Laval (1408-1486), baron de Retz de 1451 à 1457.
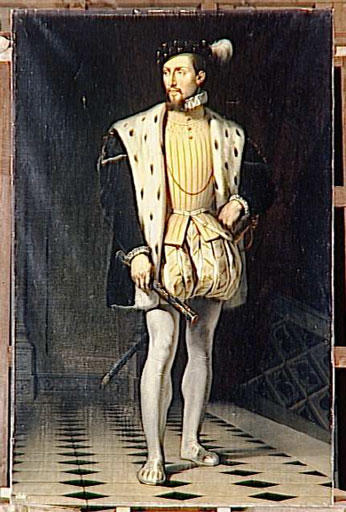
Claude d'Annebault (1495-1552), baron de Retz de 15?? à 1552.
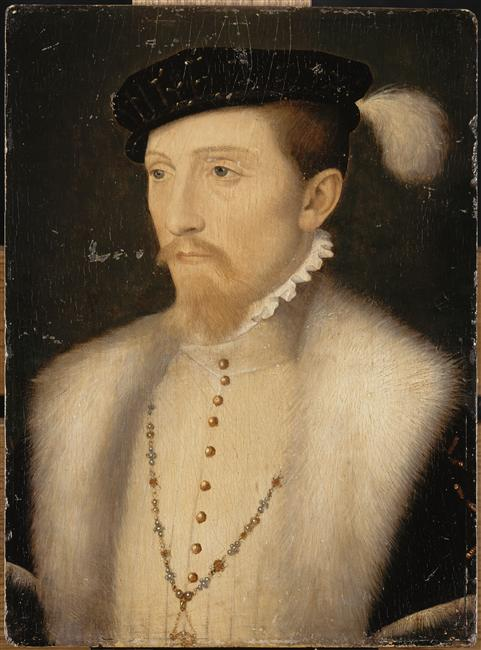
Jean III d'Annebault (????-1562), baron de Retz de 1552 à 1562.
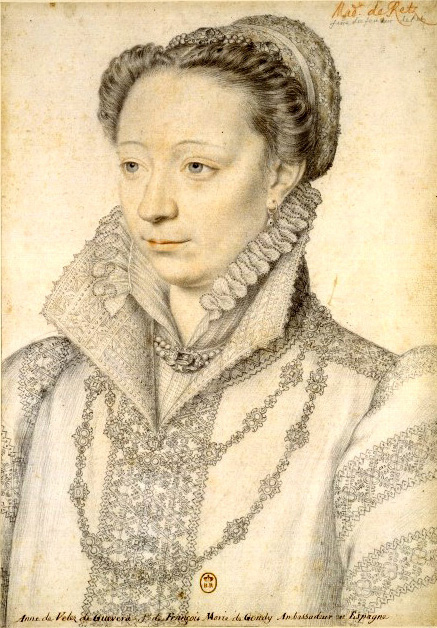
Claude Catherine de Clermont (1543-1603), duchesse de Retz de 1562 à 1603.
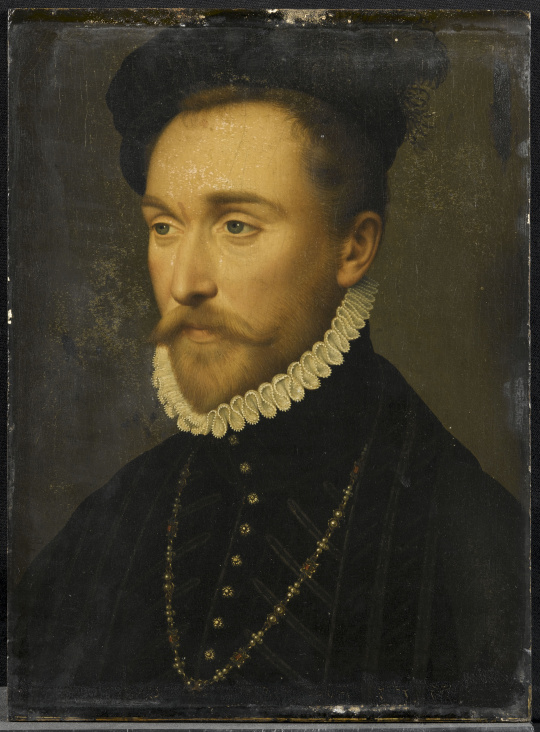
Albert de Gondi (1522-1602), duc de Retz de 1565 à 1602.
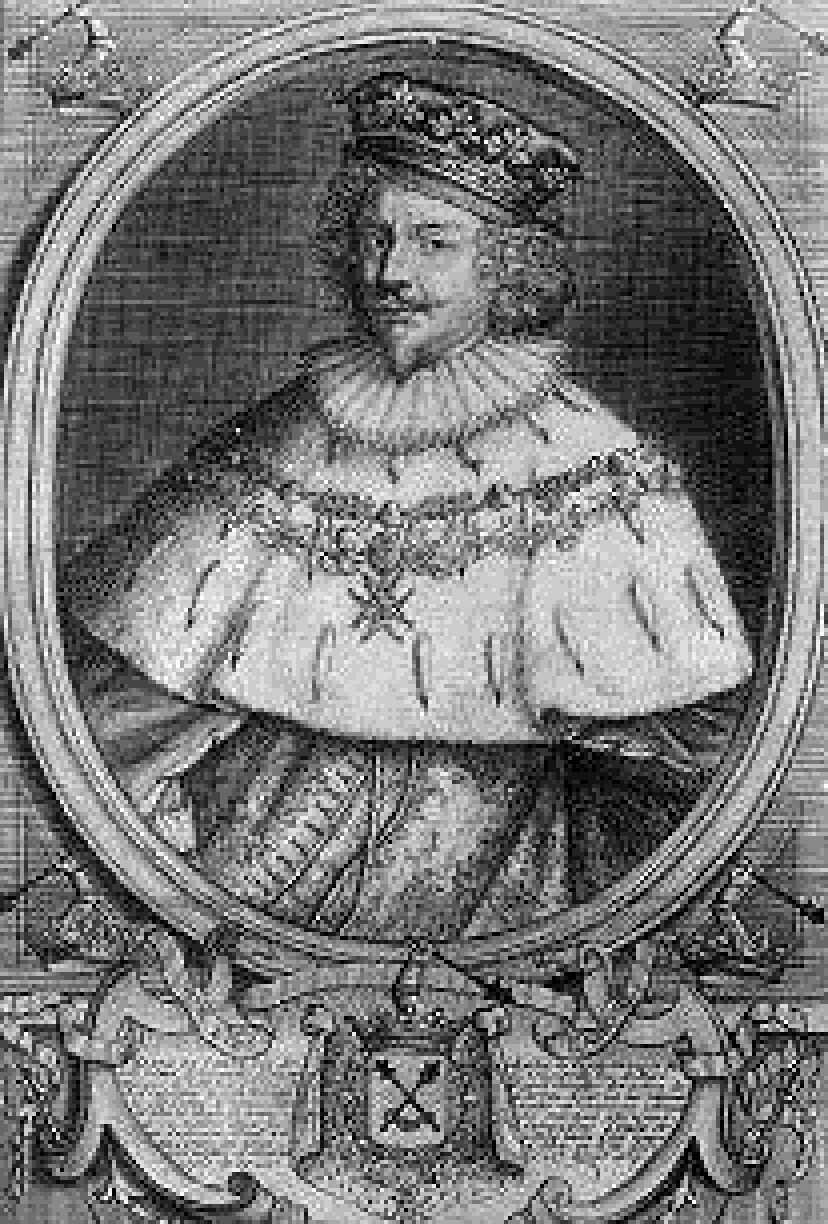
Henri de Gondi (1590-1659), duc de Retz de 1596 à 1634.
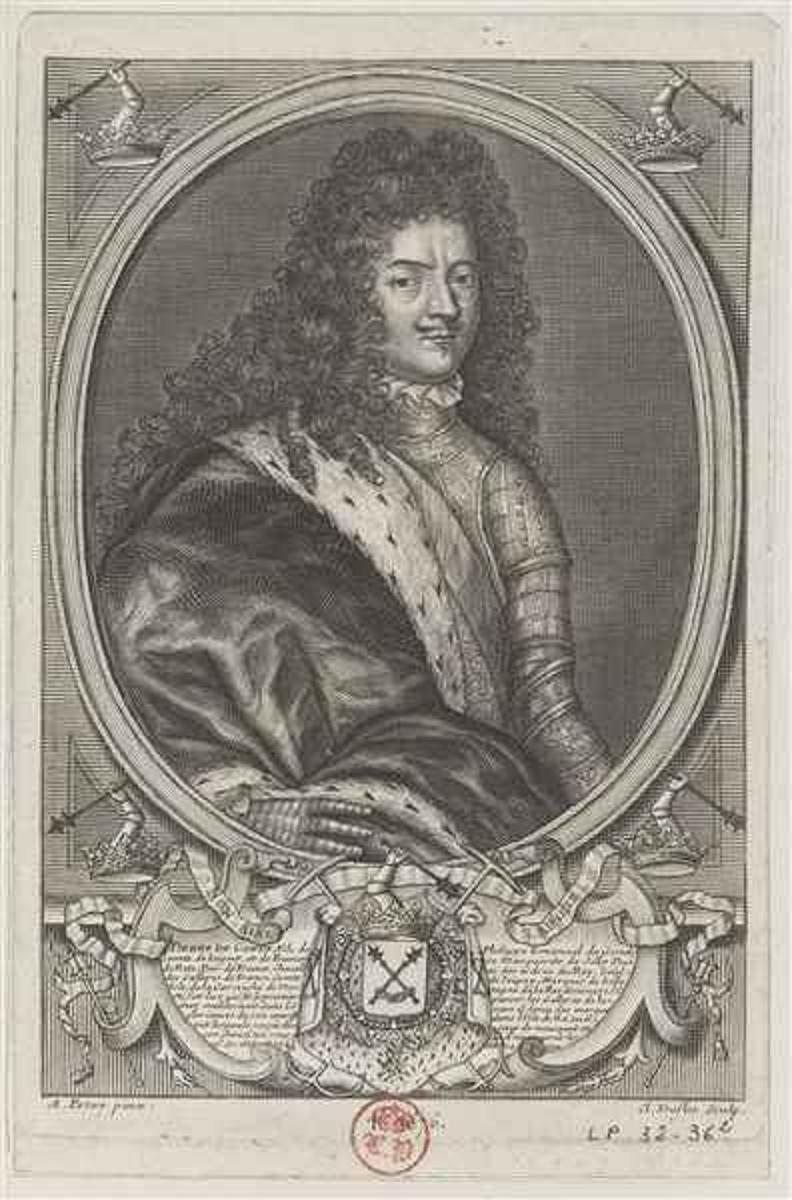
Pierre de Gondi (1602-1676), duc de Retz de 1634 à 1676.
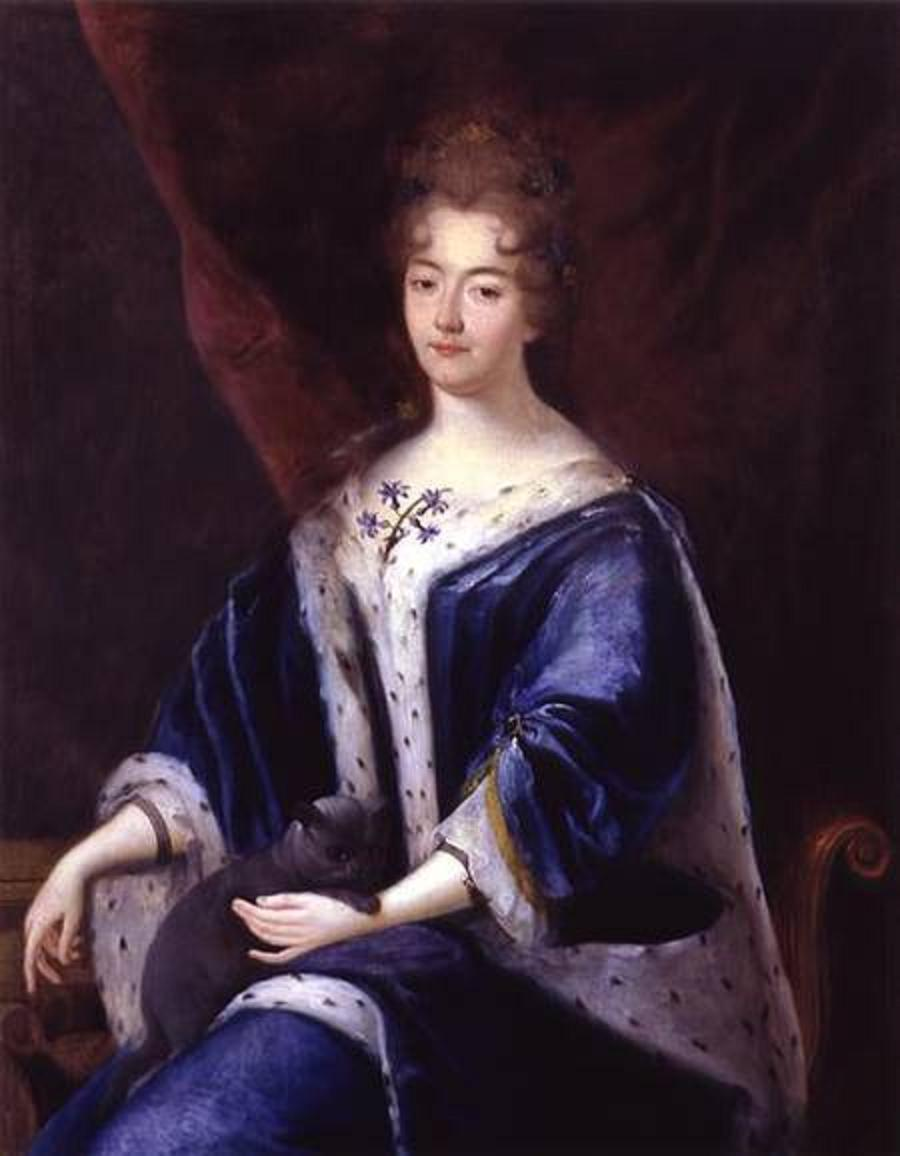
Paule-Marguerite Françoise de Gondi (1655-1716), duchesse de Retz de 1676 à 1716.
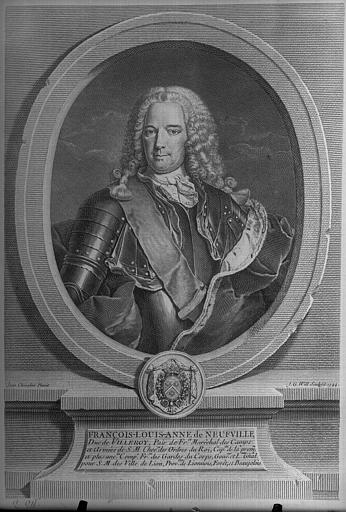
Louis-François Anne de Neufville-Villeroy (1695-1766), duc de Retz de 1734 à 1766.

## Langues

Répartition des langues régionales en France.

Les parlers traditionnels du pays de Retz, encore parlés de nos jours mais bien souvent mêlés au français, sont intermédiaires entre, au nord le gallo, parlé dans tout l'est de la Bretagne, et au sud le bas-poitevin, variété du poitevin-saintongeais (parlé, dans sa variété poitevine en Vendée et dans le reste du Poitou, et dans sa variété saintongeaise en Saintonge). Ceci vient du fait de la position de transition qu'occupe géographiquement le pays de Retz, entre la Bretagne gallèse et la Vendée poitevine. Cette situation particulière a été étudiée par le sociolinguiste Philippe Blanchet (voir bibliographie).
Il faut également noter que le breton a été parlé dans l'ouest du pays de Retz. Quelques éléments de toponymie témoignent de sa présence passée : Gourmalon, le Rohy, le Coquer, le Ménigou, Coëtargand, etc.. Henriette Walter estime qu'il était parlé à l'ouest d'une ligne allant de Dol à Pornic jusqu'au IXe siècle.

## Personnalités liées
- Saint Philibert de Tournus (vers 616-vers 684) (descendant d'une famille noble d'Aquitaine, fondateur de la paroisse de Noirmoutier, et dont les disciples ont évangélisé le pays de Retz), a donné son nom aux villes de Saint-Philbert-de-Grand-Lieu et Saint-Philbert-de-Bouaine (en Vendée).
- Gilles de Retz (Gilles de Montmorency-Laval, baron de Retz) (1405 ?-1440), maréchal de France, compagnon d'armes de Jeanne d'Arc.
- Jean-François Paul de Gondi (1613-1679), cardinal de Retz, seigneur de Commercy, archevêque de Corinthe, archevêque de Paris, évêque de Langres, abbé de Saint-Denis, abbé commendataire des abbayes Saint-Aubin d'Angers, La Chaume et Buzay.
- Joseph Fouché (1759-1820), duc d'Otrante, homme politique français, est né au Pellerin en 1759 ; sa famille était originaire de Frossay.
- François-Athanase de Charette de La Contrie (1763-1796), chef vendéen lors des guerres de Vendée, a pris et repris la ville de Machecoul aux républicains lors des événements de 1793.
- Thomas Mignot de Lamartinière (1768-1813), général de division et baron d'Empire (son nom figure même sur l'Arc de Triomphe de Paris[9]), est né à Machecoul en 1768.
- René-Albert de La Tullaye (1772-????), fondateur et premier vénérable de la loge maçonnique "les Amis réunis" à Machecoul (active de 1802 à 1817).
- Louis Christophe Léon Juchault de la Moricière (1806-1865), général français, dont la famille est originaire de Saint-Philbert-de-Grand-Lieu (où se trouve sa tombe et sa statue).
- Maurice Emmanuel Lansyer (1835-1893), peintre paysagiste (qui a un musée à Loches (Indre-et-Loire)[9]), né à Bouin (Vendée), a vécu son enfance à Machecoul.
- Joseph Louis Guérin (1838-1860), zouave pontifical lors de l'affaire des États pontificaux, et qui depuis a fait l'objet d'un culte religieux et superstitieux, est né à Sainte-Pazanne en 1838.
- Raoul du Gardier (1871-1952), peintre voyageur français, a vécu à Pornic et est enterré au cimetière de Sainte-Marie-sur-Mer.
- Edgard Maxence (1871-1954), dernier peintre symboliste français, est décédé à La Bernerie-en-Retz en 1954.
- Paul Fort (1872-1960), poète français, a fréquemment séjourné à Bourgneuf-en-Retz.
- Augustin Dutertre de La Coudre (1878-1952), homme politique du Parti Républicain National et Social (PNRS), député de Loire-Inférieure de 1937 à 1940 au sein du groupe parlementaire de la Fédération Républicaine Française (FRF) (le 10 juillet 1940, il avait voté en faveur de la remise des pleins pouvoirs au Maréchal Pétain), a été maire de Machecoul pendant presque un demi-siècle, de 1900 à 1945 (réélu en 1925, 1929, 1935 et 1945).
- Pierre Écomard (1895-1946), chroniqueur dans l'hebdomadaire Le Courrier de Paimbœuf, est né à Sainte-Pazanne en 1895 et décédé à La Bernerie-en-Retz en 1946.
- Gilbert Burlot (1917-1968), directeur honoraire à l'Administration centrale (administrateur Civil), déporté-résistant, commandeur de la Légion d'honneur, maire de La Bernerie-en-Retz.
- Simone Berriau (1896-1984), chanteuse et comédienne de théâtre, productrice de cinéma et de vedettes, directrice du Théâtre Antoine à Paris, née à Touques (Calvados), a vécu son enfance à Machecoul (la salle de théâtre de Machecoul porte aujourd'hui son nom)[34][réf. incomplète].
- Jean Allard de Grandmaison (1905-1970), homme politique du Centre national des indépendants et paysans (CNIP), député de Loire-Inférieure de 1958 à 1962, a été maire de Machecoul de 1953 à 1970, où un boulevard porte aujourd'hui son nom. Il y est décédé pendant son mandat de maire le 12 avril 1970.
- Émile Boutin (1919-2013), écrivain, historien du pays de Retz, est né aux Moutiers-en-Retz en 1919.
- René-Guy Cadou (1920-1951), poète français, a été instituteur à Bourgneuf-en-Retz (où se trouve depuis un Square René-Guy Cadou, avec son buste).
- Éric Tabarly (1931-1998), navigateur, a vécu à Préfailles (la rue principale du village qui descend à la mer porte son nom).
- François Autain (1935-2019), sénateur et conseiller municipal de Bouguenais, ancien ministre de François Mitterrand.
- Dominique Raimbourg (1950), fils de Bourvil, député socialiste de la quatrième circonscription de la Loire-Atlantique.
- Marc Éliard, musicien, bassiste du groupe pop-rock Indochine depuis 1992, est né à Machecoul en 1958.
- Mickaël Landreau, footballeur professionnel (gardien de but au FC Nantes, au PSG, au LOSC et dans l'Équipe de France), est né à Machecoul en 1979 et a vécu son enfance à Arthon-en-Retz.
- Bianca Taillard, Miss Bretagne 2008, 4e dauphine de Miss France 2009[35], a vécu son enfance à Machecoul.

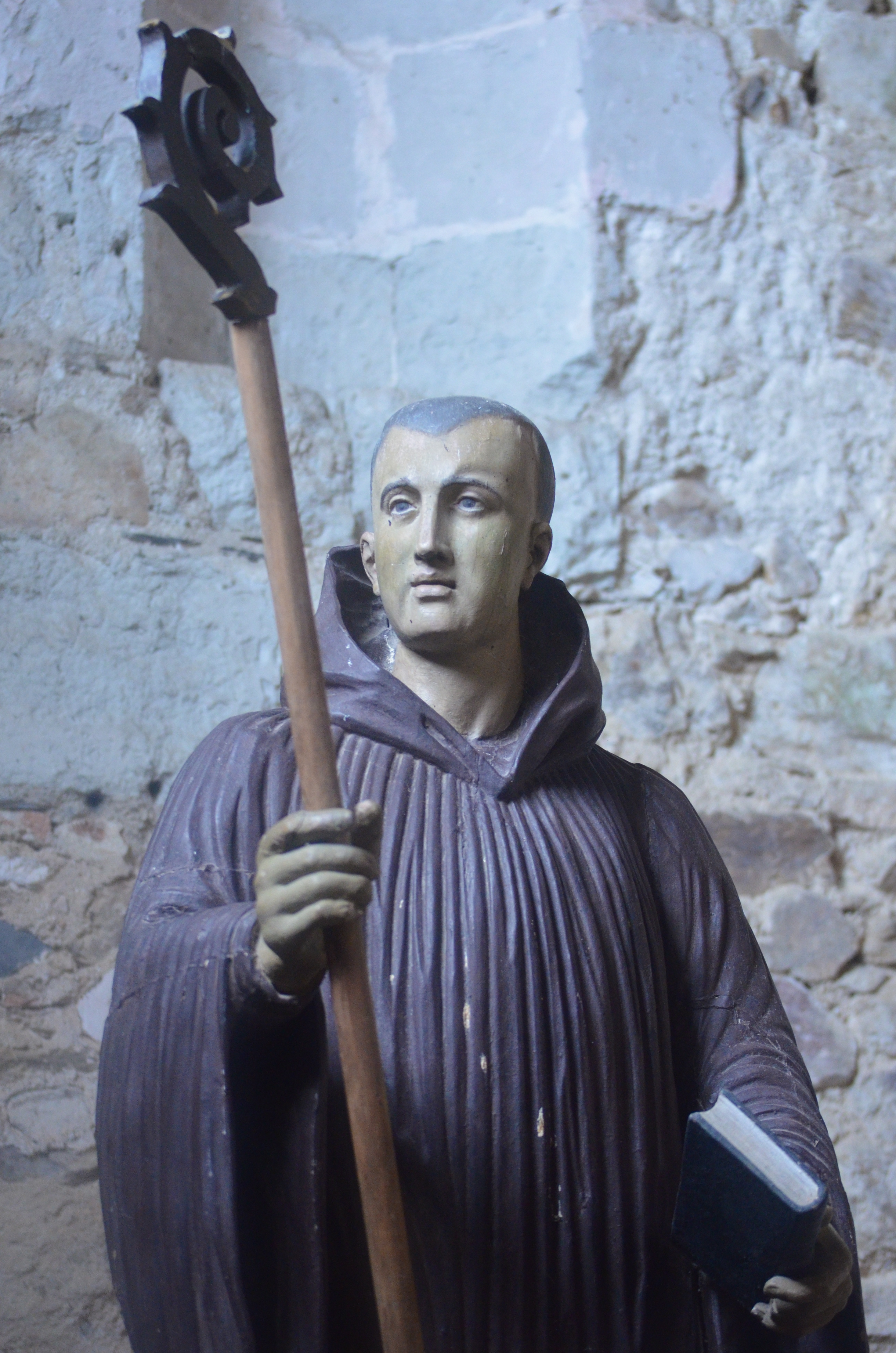
Philibert de Tournus
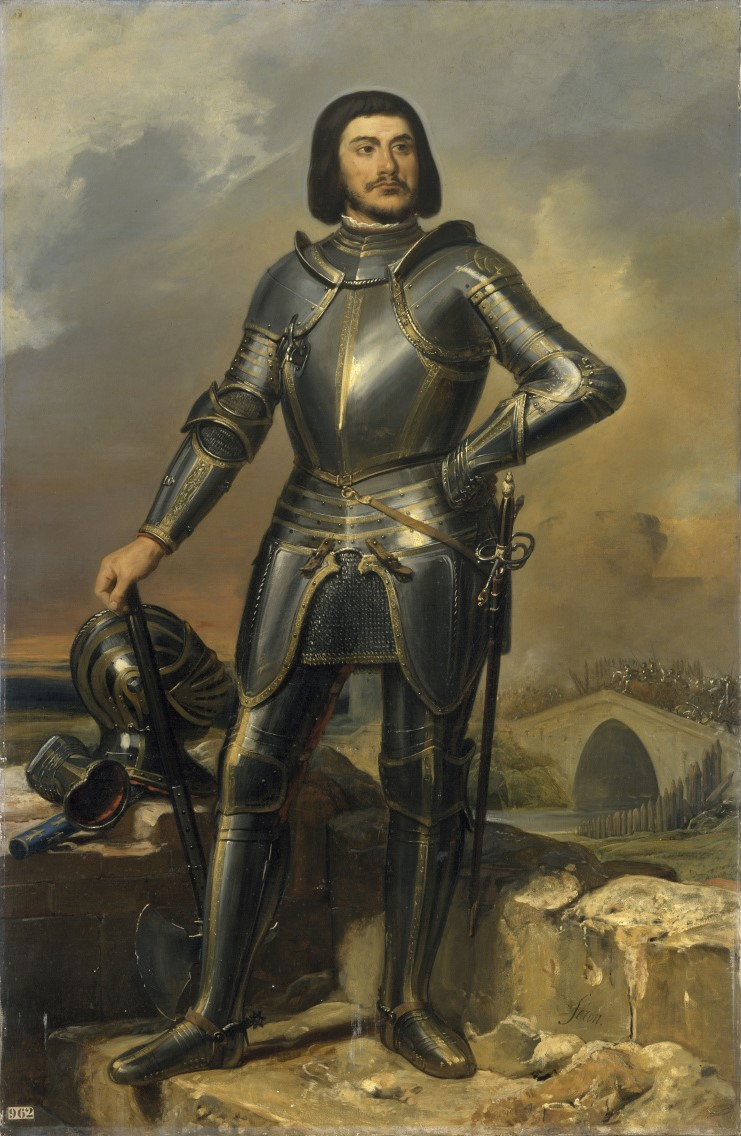
Gilles de Rais
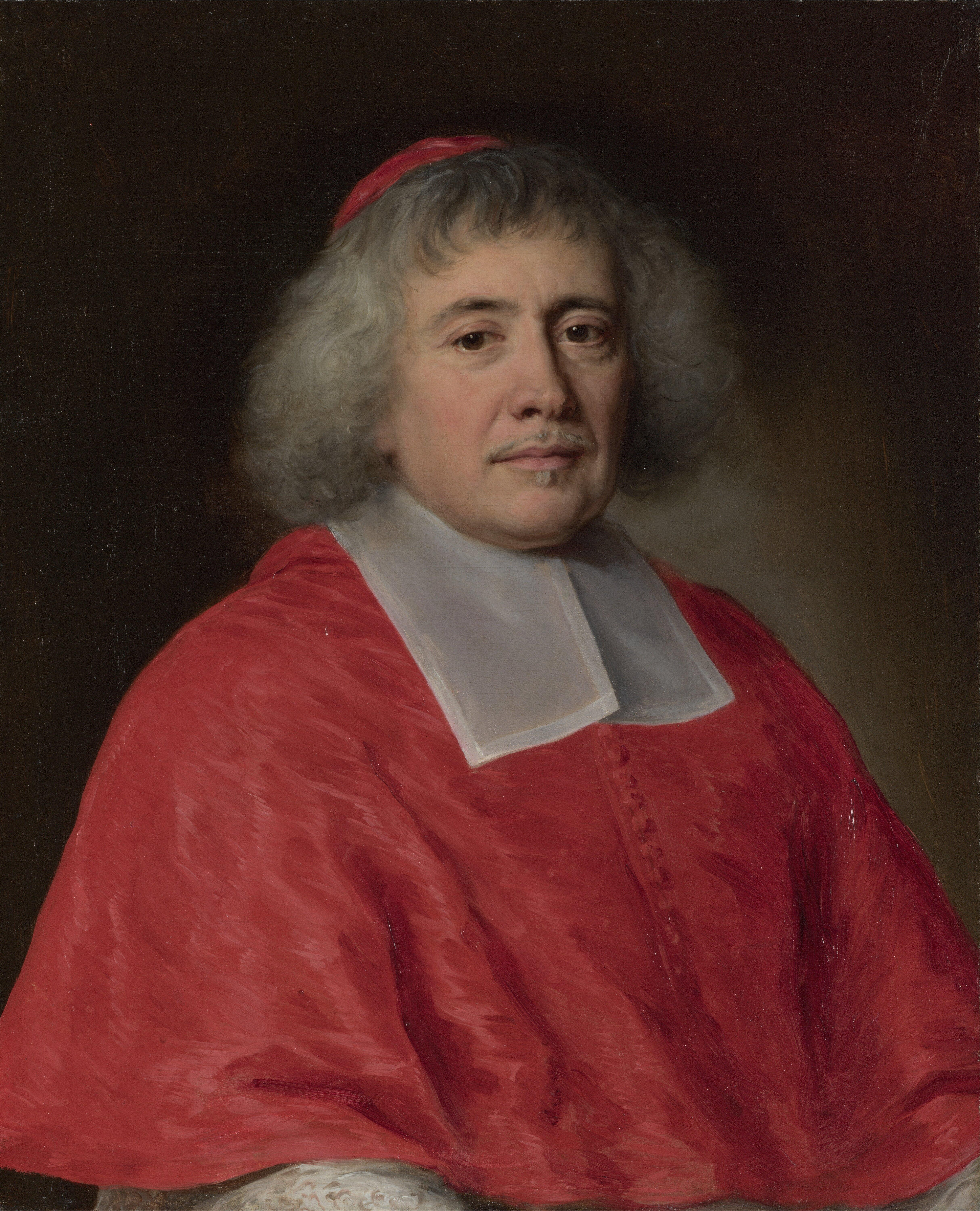
Jean-François Paul de Gondi
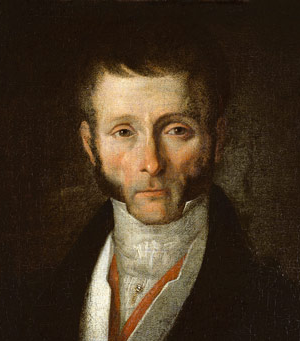
Joseph Fouché
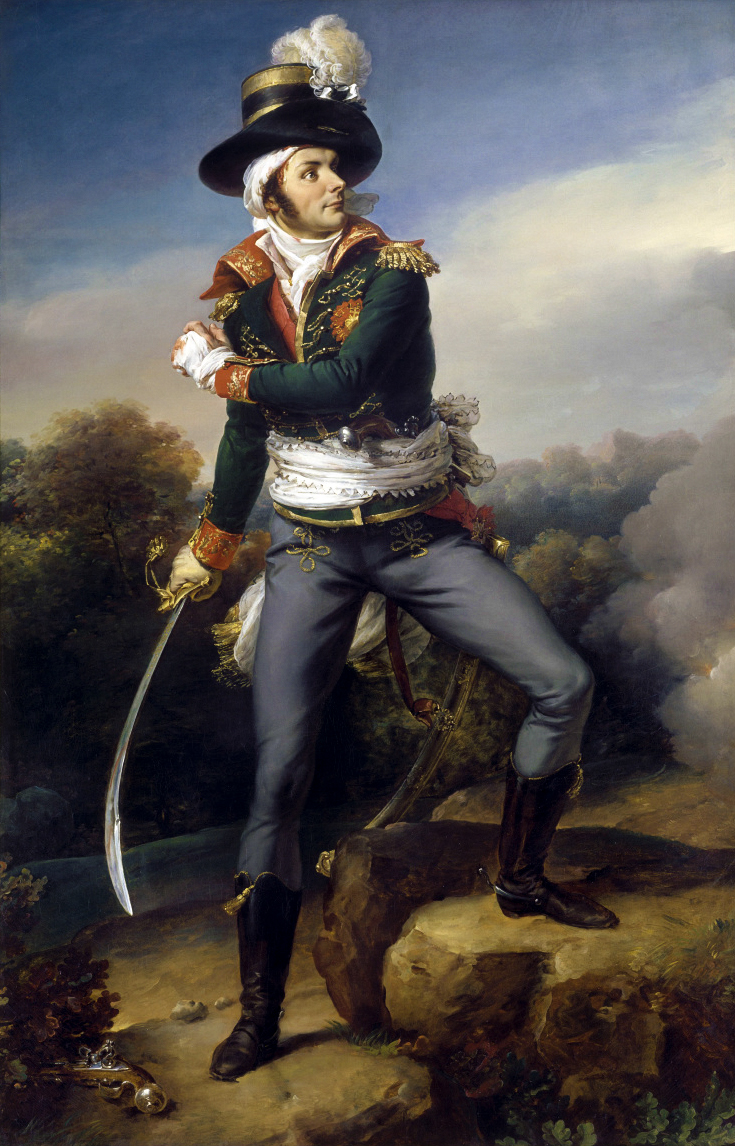
François Athanase Charette de La Contrie
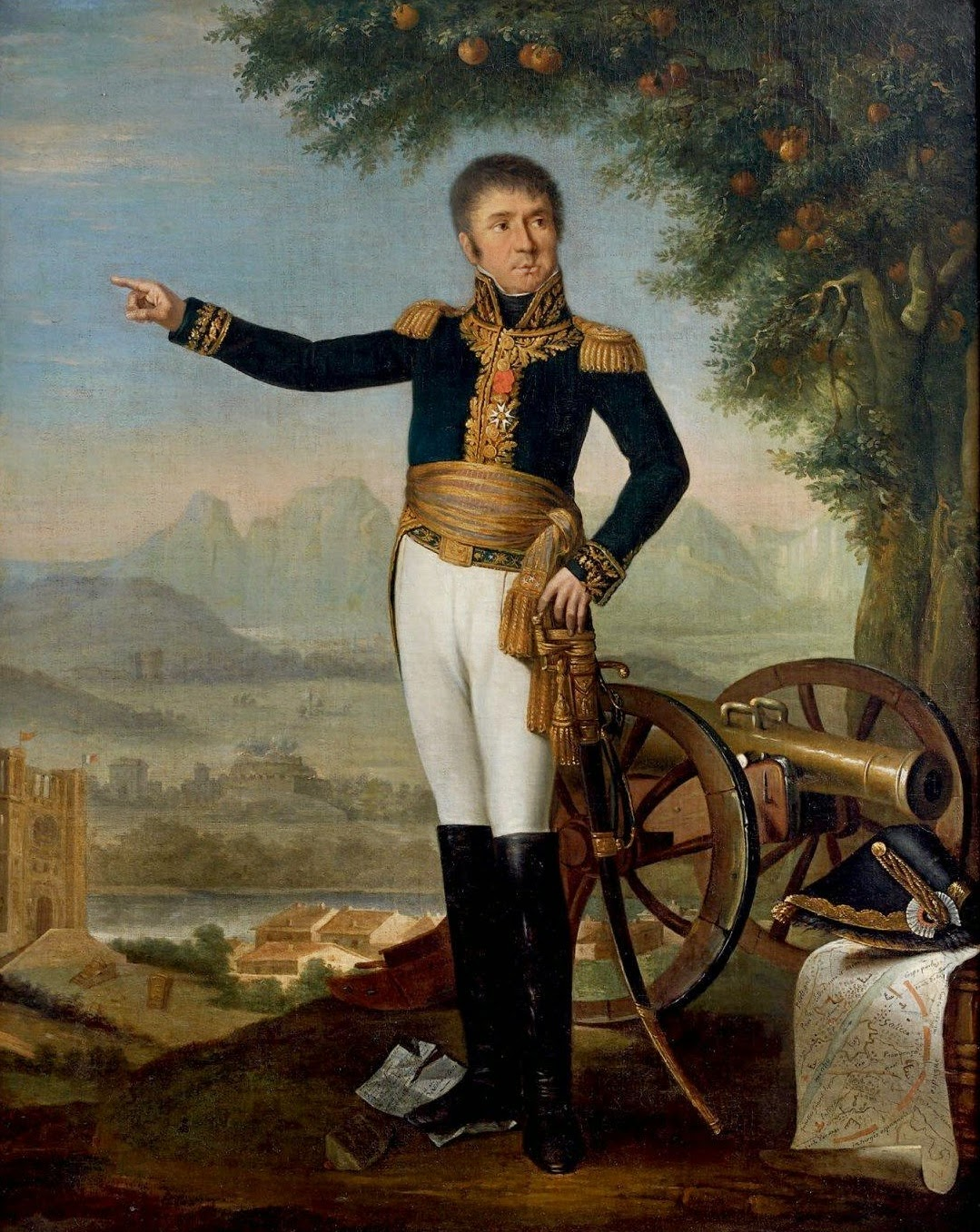
Thomas Mignot, baron de Lamartinière
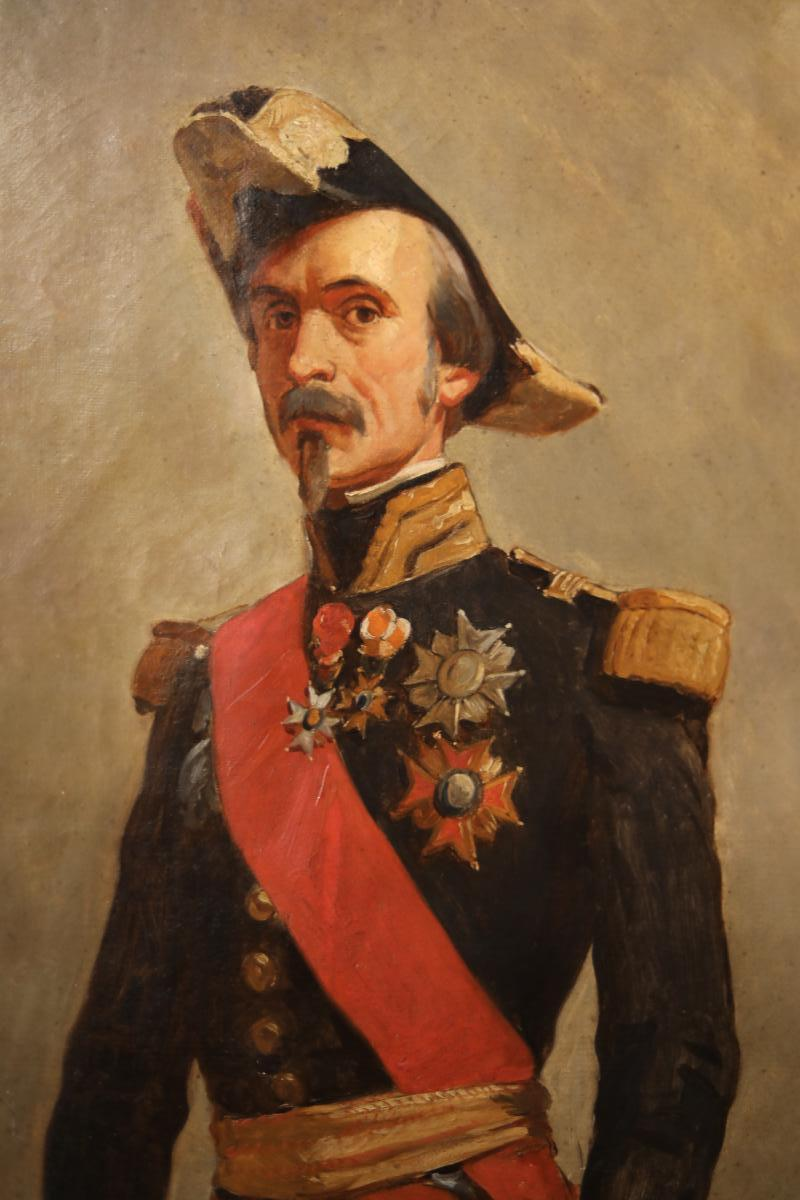
Louis Juchault de Lamoricière
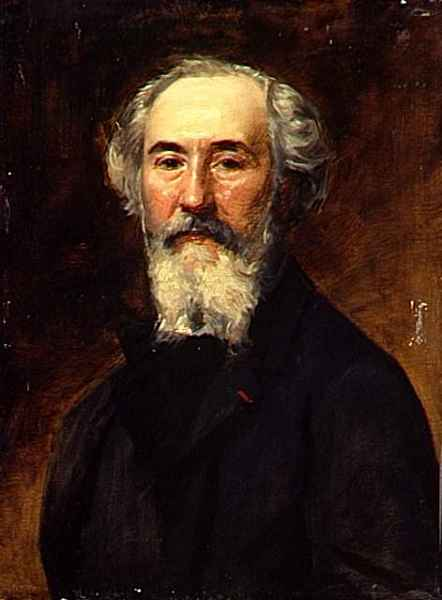
Emmanuel Lansyer
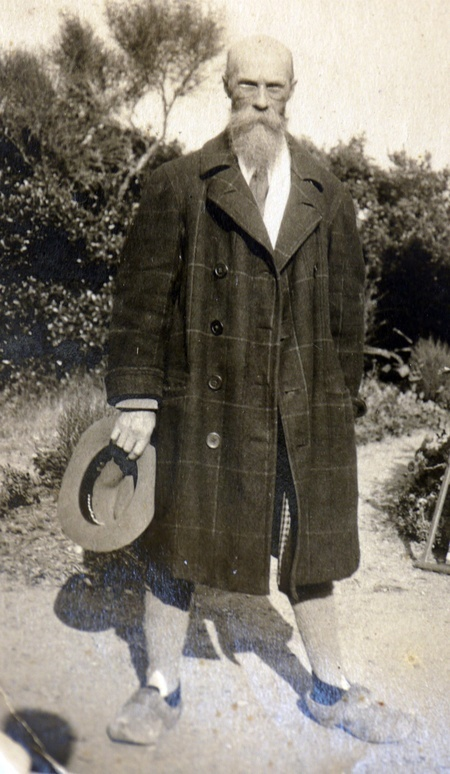
Edgard Maxence
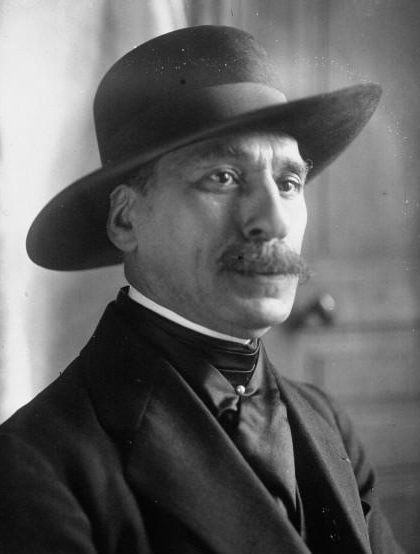
Paul Fort
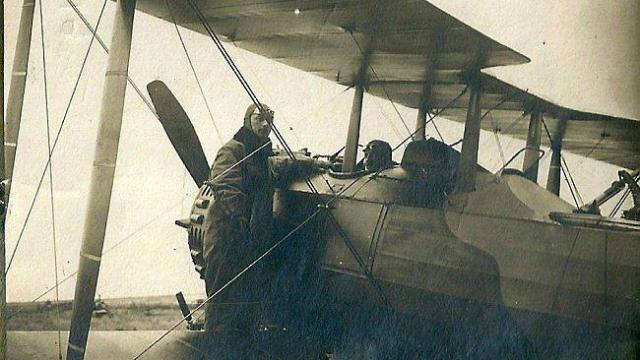
Augustin Dutertre de La Coudre
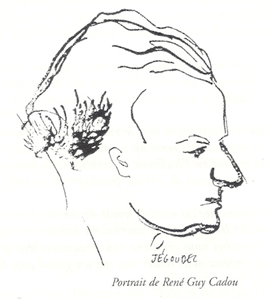
René Guy Cadou
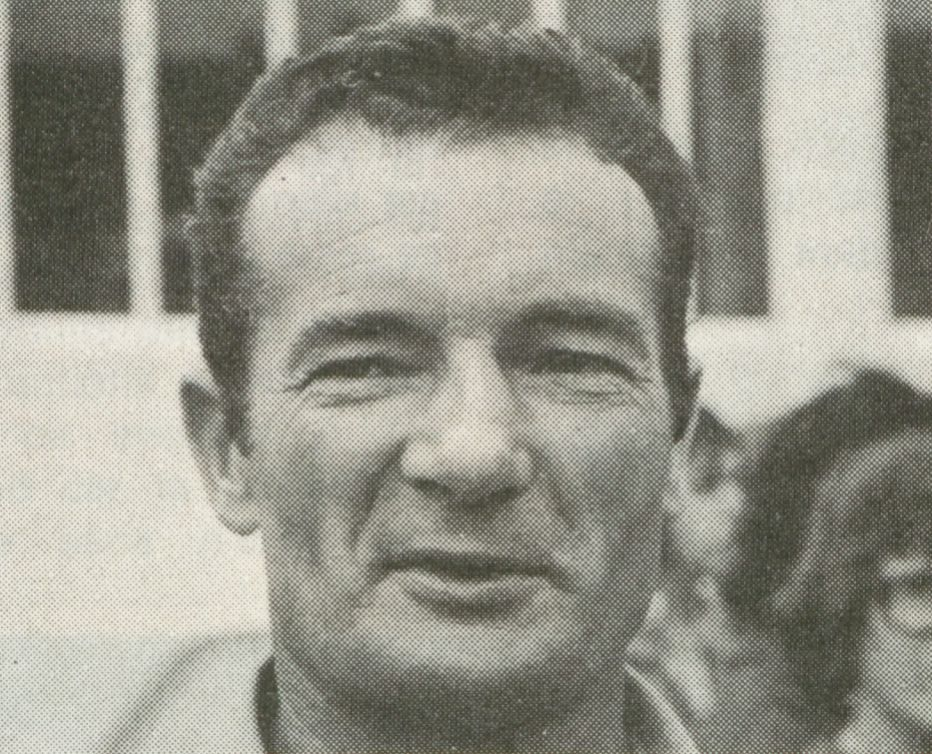
Éric Tabarly
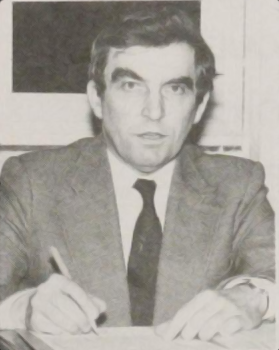
François Autain
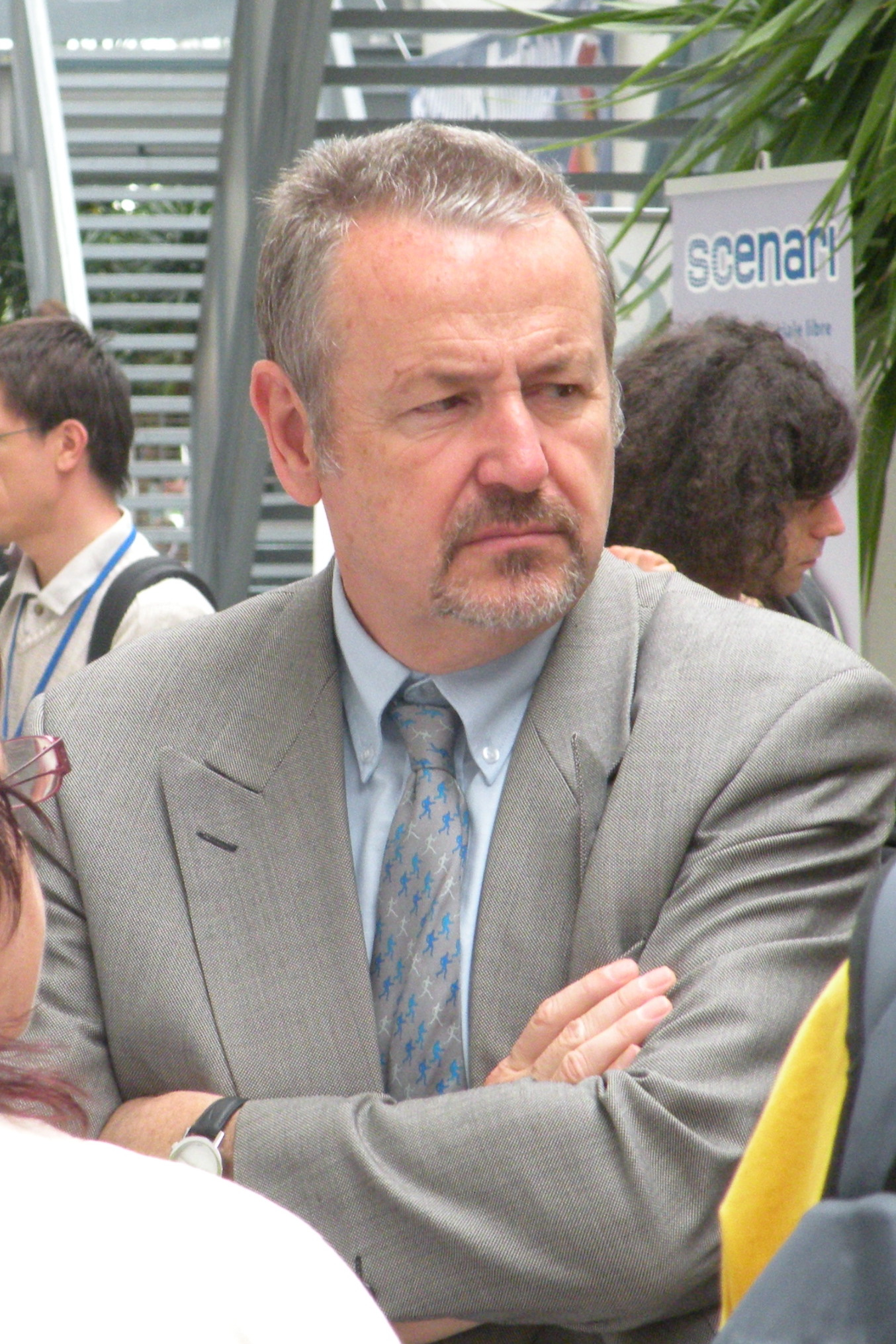
Dominique Raimbourg
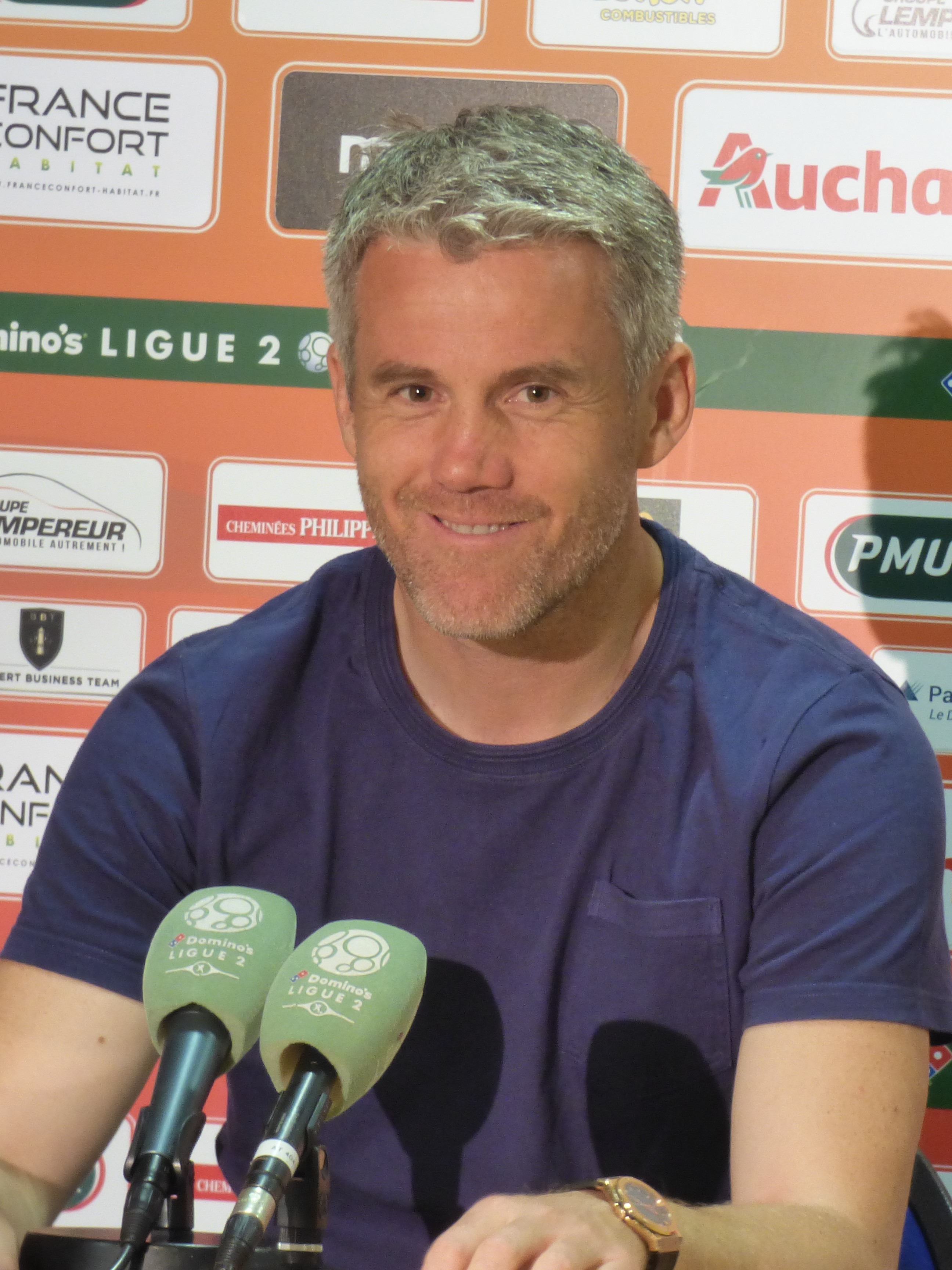
Mickaël Landreau
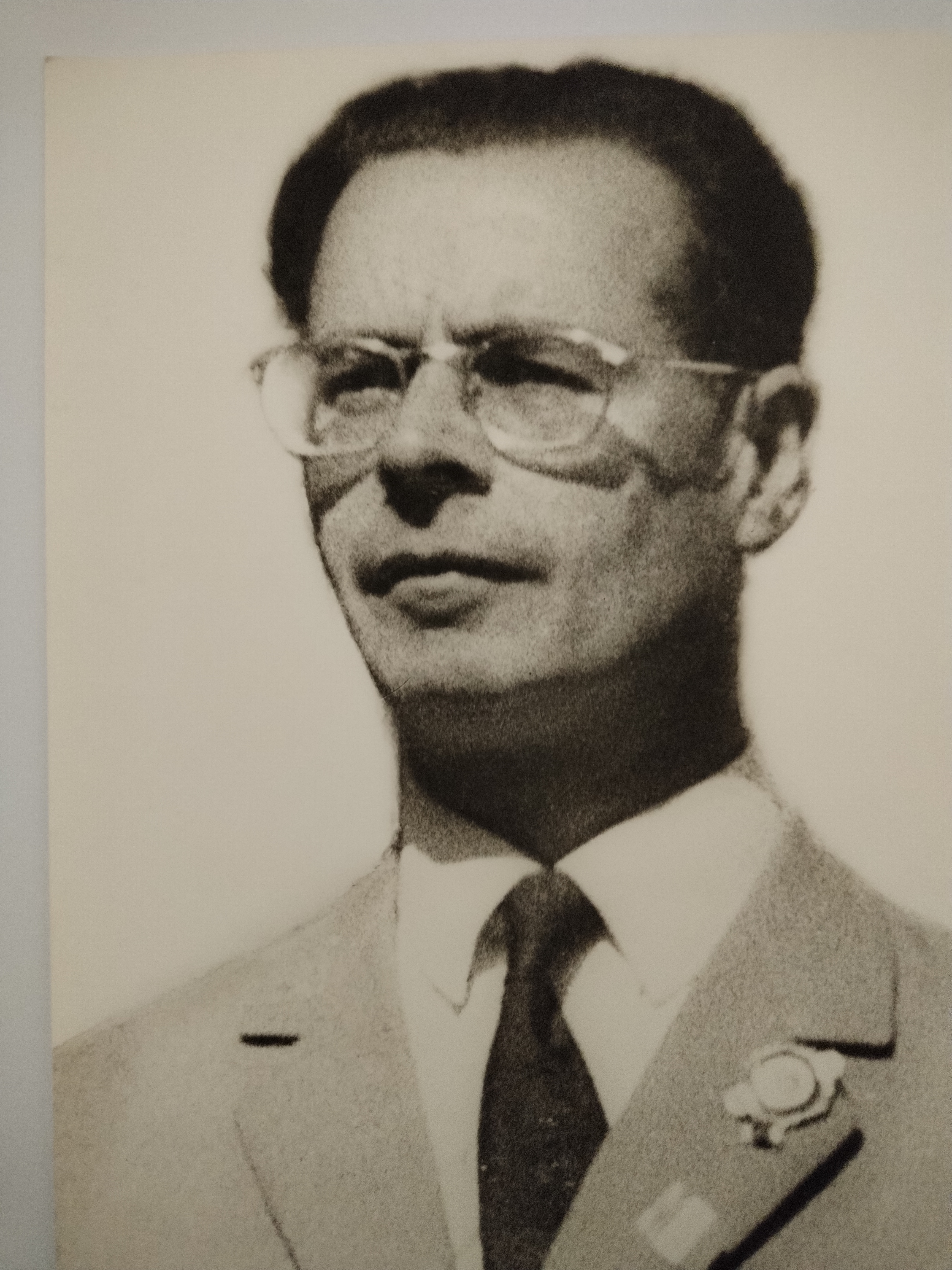
Gilbert Burlot

## Dans la culture

### Littérature
- Alphonse Daudet Jack, (1876), roman dont une partie de l'histoire se déroule à Indret.
- Bertrand Donnot, L'extraordinaire quête du Bailli de La Brelaire ; Éditions du Petit Pavé, 2010.
- Alexandre Dumas, Les Louves de Machecoul, (1858), roman dont l'histoire se déroule à Machecoul.
- Marc Elder, Pays de Retz (1926) : description du pays de Retz.
- Paul Fort, "Ballades du pays de Retz", in Ballades françaises et Chroniques de France, tome XIV : Mon grand pays ; P., Flammarion, 1950, édition définitive.
- Henry-Jacques, La route du sel (Roman) ; Bruxelles, éd. Maréchal, 1944.
- Franck Mallet, Le pays de Retz (poèmes) ; Éditions Mémoria, 1995
- Joseph Rousse, Au pays de Retz (poèmes) ; Nantes, Forest & Grimaud, 1867.
  - repris in Poésies bretonnes ; P., Lemerre, 1882.

### Cinéma
- 1941 : Le Briseur de chaînes, film de Jacques Daniel-Norman (avec Pierre Fresnay), se passe à Saint-Viaud ; mais le film a été tourné en studio à Joinville.
- 1955 : Le Couteau sous la gorge, film de Jacques Séverac, inclut un personnage nommé Machecoul et interprété par Claude Bertrand.
- 1965 : Le Tonnerre de Dieu, film de Denys de La Patellière, situe son récit à Machecoul.
- 1973 : Mais où est donc passée la septième compagnie ?, film de Robert Lamoureux, situe son récit à Machecoul et dans ses environs. On y cite la forêt de Machecoul à plusieurs reprises ; cependant, le film n'a pas été tourné à Machecoul : la majorité des scènes ont été tournées dans les environs de Cerny et La Ferté-Alais, ainsi que vers Jouars-Pontchartrain et Rochefort-en-Yvelines ; la célèbre scène de l'épicerie a quant à elle été tournée à Bazoches-sur-Guyonne.
- 1987 : Le Grand Chemin, film de Jean-Loup Hubert, a été tourné à Rouans.
- 2012 : L'Oncle Charles, film d'Étienne Chatiliez (avec Eddy Mitchell et Alexandra Lamy), dont une partie du tournage a eu lieu à Machecoul en septembre 2011.
- 2013 : Le documentaire Paludiers de la Baie, sur les saliculteurs du Pays de Retz.

### Musique
- Le groupe français de black/folk metal Paydretz (dont le nom s'inspire du surnom des combattants du général François Athanase Charette de La Contrie) concentre son œuvre autour des Guerres de Vendée et de la Chouannerie.

## Médias locaux

### Presse écrite
- Le Courrier du pays de Retz (anciennement Courrier de Paimbœuf, fondé en 1946), hebdomadaire régional, payant (parution le vendredi).
- Ouest-France : l'une des 53 éditions du plus grand journal francophone de l'hexagone en nombre de tirage (750 000 par jour en moyenne en 2013) est consacrée au Pays-de-Retz. Ainsi, après les pages nationales, régionales et départementales, deux à trois pages du quotidien traitent de l'actualité de la zone. Pour ceux qui n'auraient pas accès à l'édition papier du canard, de nombreux articles sont également visibles sur le site internet de Ouest-France.

### Radio
- Jade FM, radio associative (99.7 FM (Pornic) et 91.6 FM (Legé)).
- Radio NTI, radio associative (93.4 FM (Saint-Philbert-de-Grand-Lieu)).